# Notre-Dame de Lorette (édifices et lieux)
Un très grand nombre d’églises, de chapelles, de sanctuaires, de couvents, de collèges du cœur de l'Europe et du Monde, font référence au culte de la Madone de Lorette et à son sanctuaire situé à Lorette dans la région des Marches italiennes le long du littoral adriatique.
La Madone de Lorette et sa sainte Maison firent l’objet d’une grande vénération populaire dans tout l’Europe du XVe à la fin du XVIIIe siècle, et correspondit durant toute cette période au pèlerinage marial le plus important du monde chrétien occidental devant saint Jacques de Compostelle, Rome ou Canterbury.
Nous recenserons ici, de manière non exhaustive, un certain nombre d’édifices qui en sont les répliques ou qui simplement s'y réfèrent. Nous recenserons également les Villes, les régions, les départements ou les lieux-dits qui en portent le nom en hommage.
La ville de Loreto à laquelle est associée la Madone homonyme a, au fil des siècles comme des lieux géographiques ou des langues, changé de graphie. Ceci explique pourquoi les noms peuvent prendre dans la réalité tour-à-tour les formes de Lauretum, Laureta, Loreta, Loretto ou Loreto pour désigner la Ville où fut sanctuarisée la Maison où se déroula la scène de l’Annonciation. (Voir l’article Loreto ou sainte Maison de Lorette) .
Tous les lieux recensés ci-dessous se réfèrent exclusivement à la ville de Lorette (Loreto), à la Madone de Loreto, à sa Maison en provenance de Nazareth et au revêtement marmoréen renaissant qui l’enclot. Si nous avons ici préféré l’emploi de la forme « Lorette » pour nommer le plus souvent les lieux et édifices, ce n’est que par souci de simplicité de lecture en français.

## Europe

### Allemagne

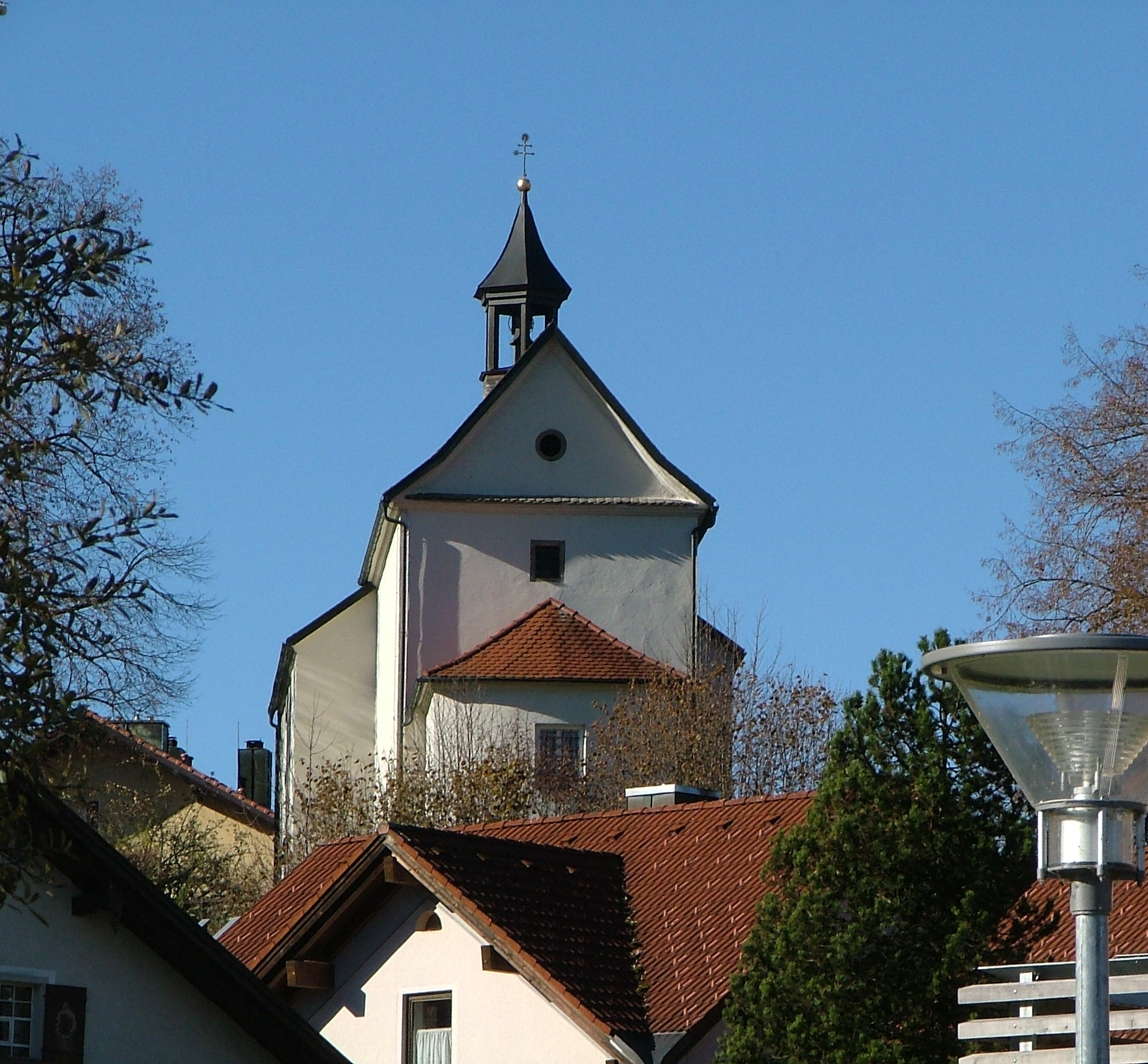
La Chapelle Loreto de Bühl am Alpsee. Immenstadt im Allgäu
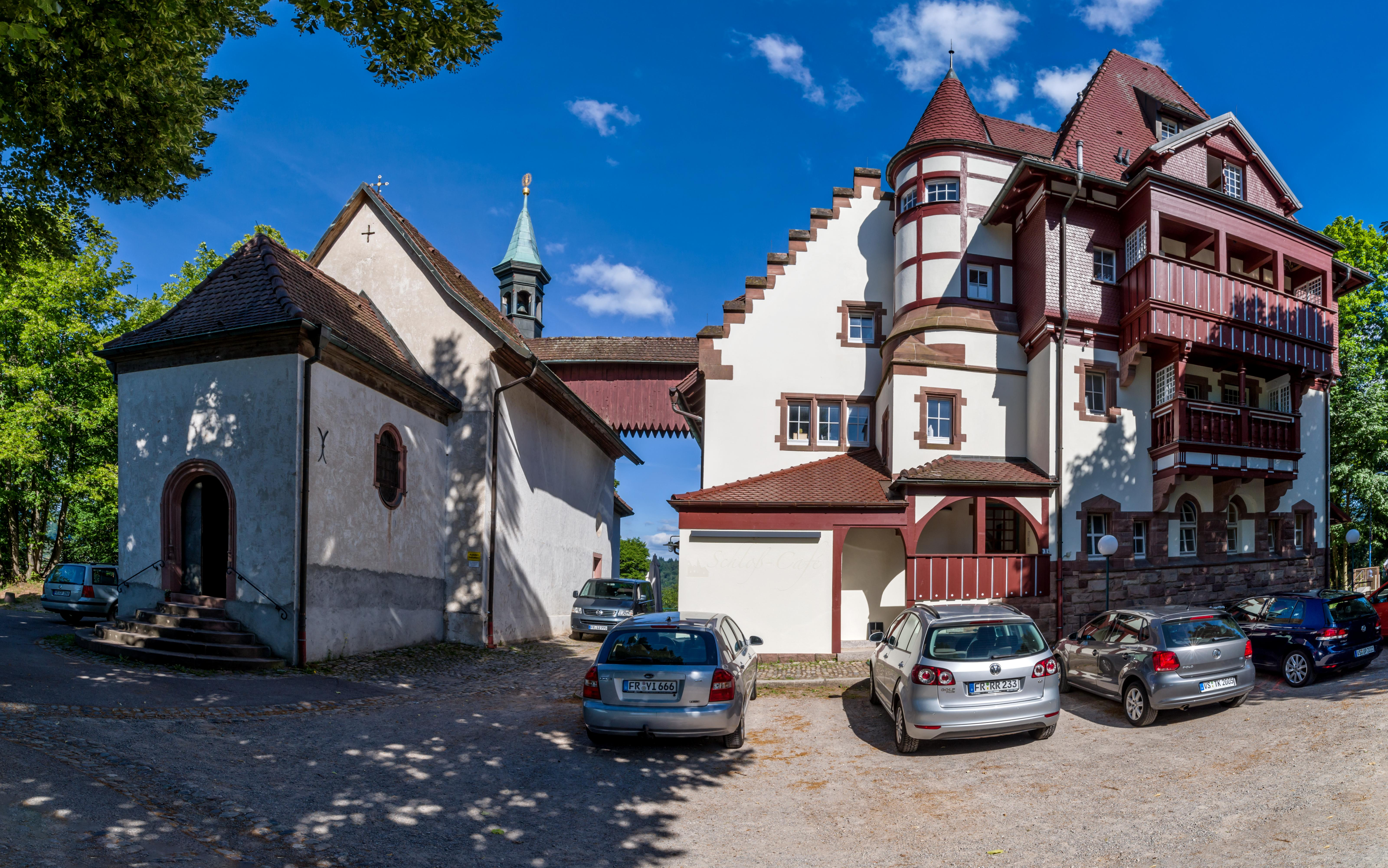
La Chapelle de Loretto sur le mont de Lorette
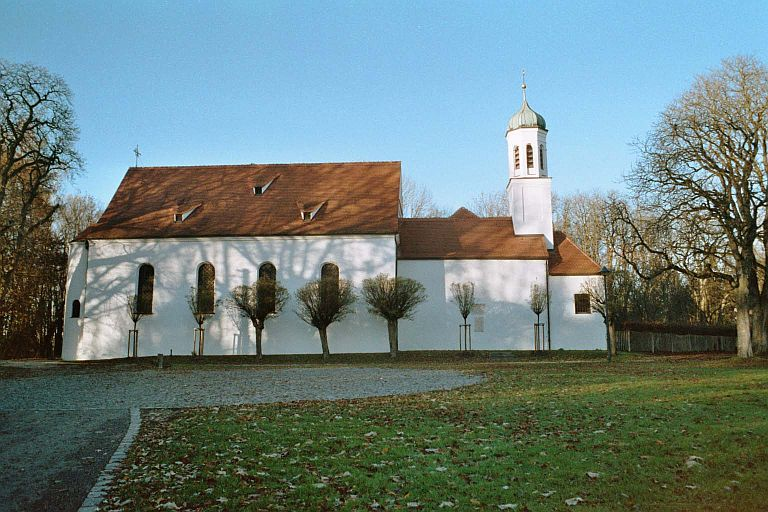
St. Maria von Loreto à Westheim
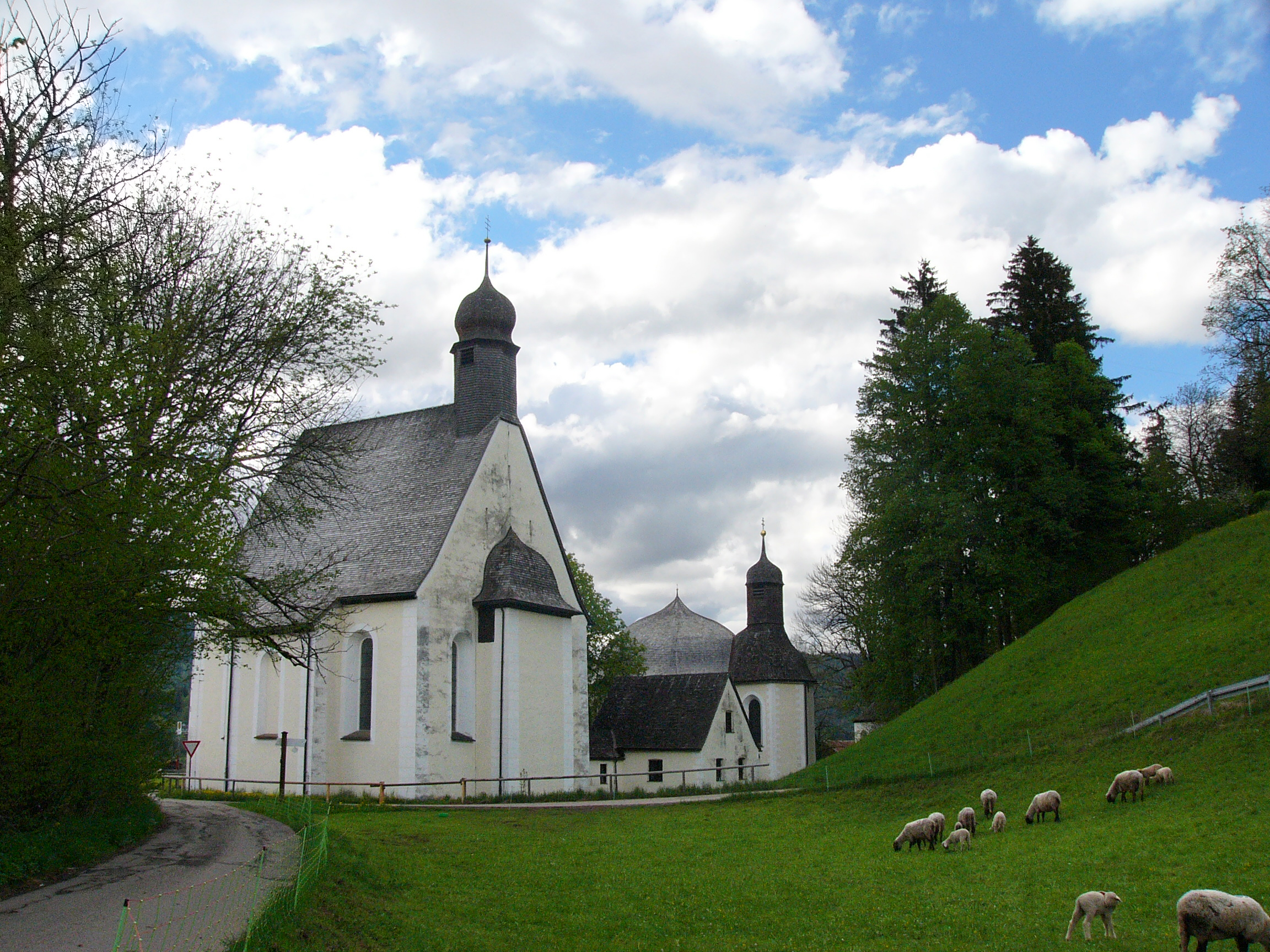
La Chapelle de Loretto d'Oberstdorf
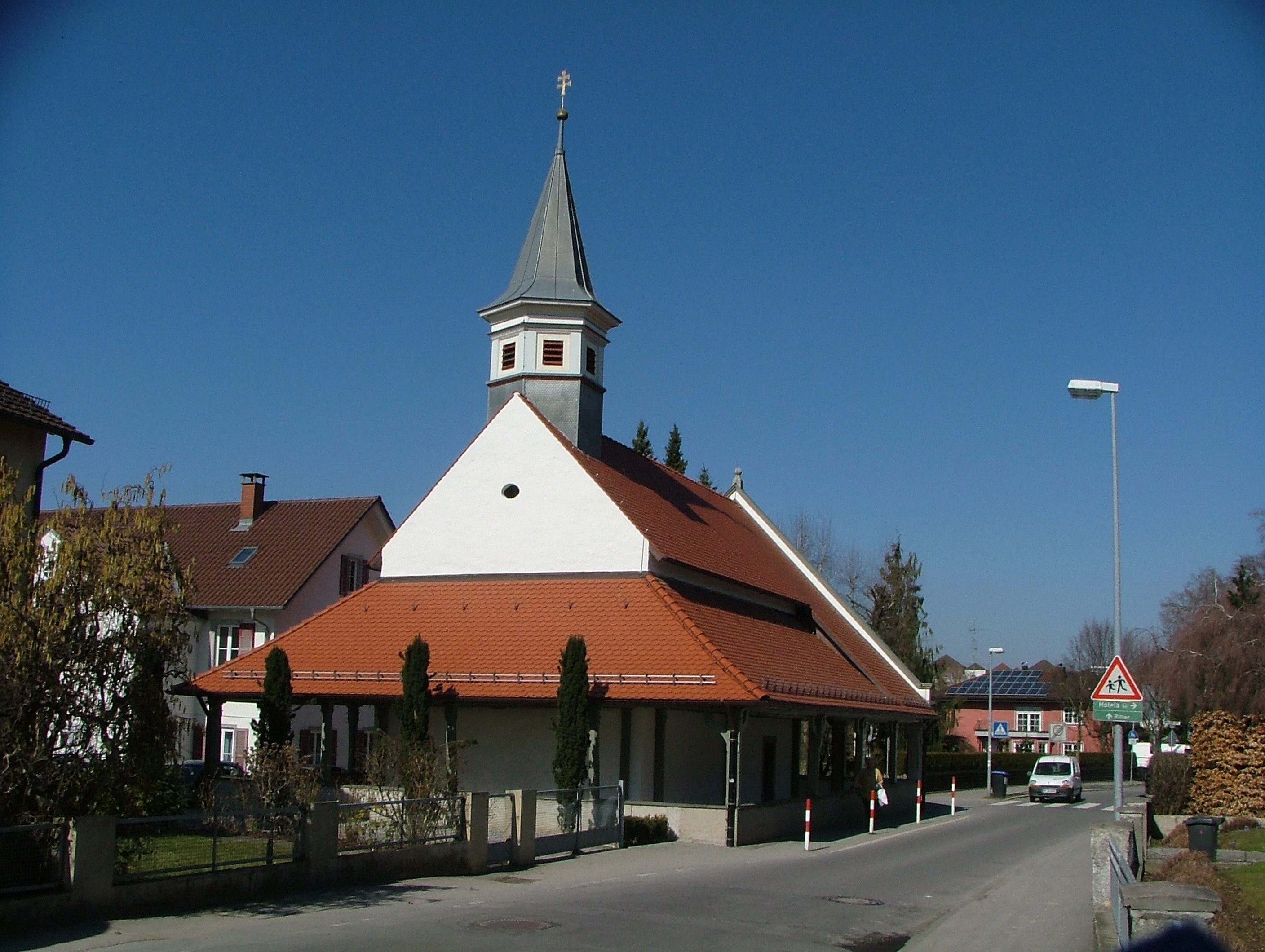
La Chapelle de Loreto de Tettnang
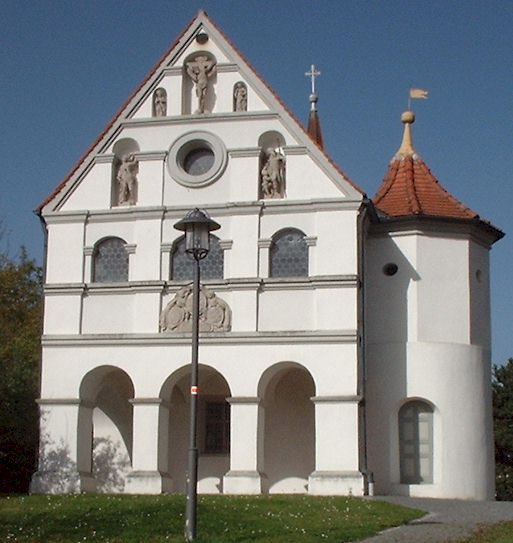
La Chapelle de Loreto de Scheer
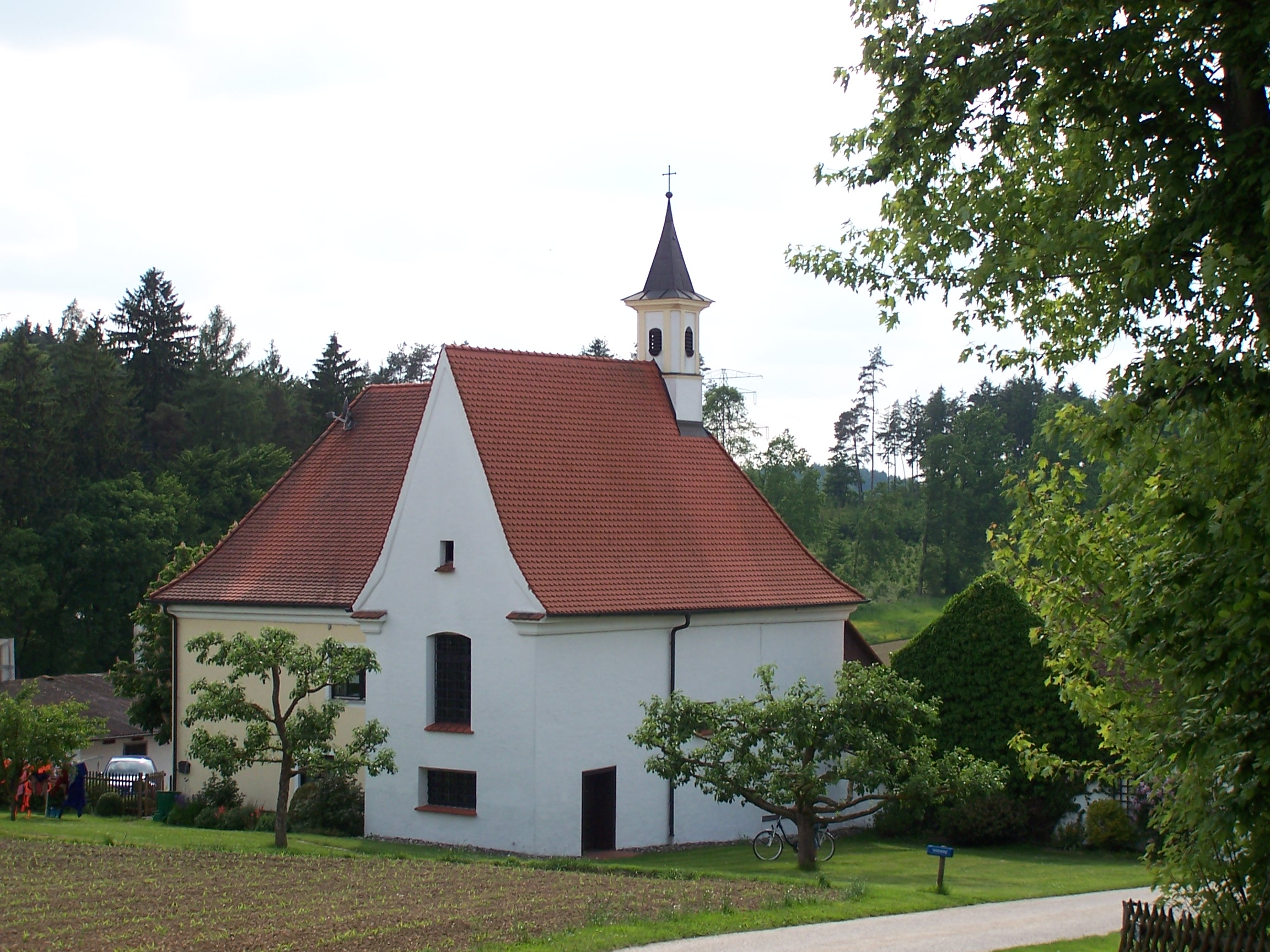
La Chapelle de Loreto de Rohr
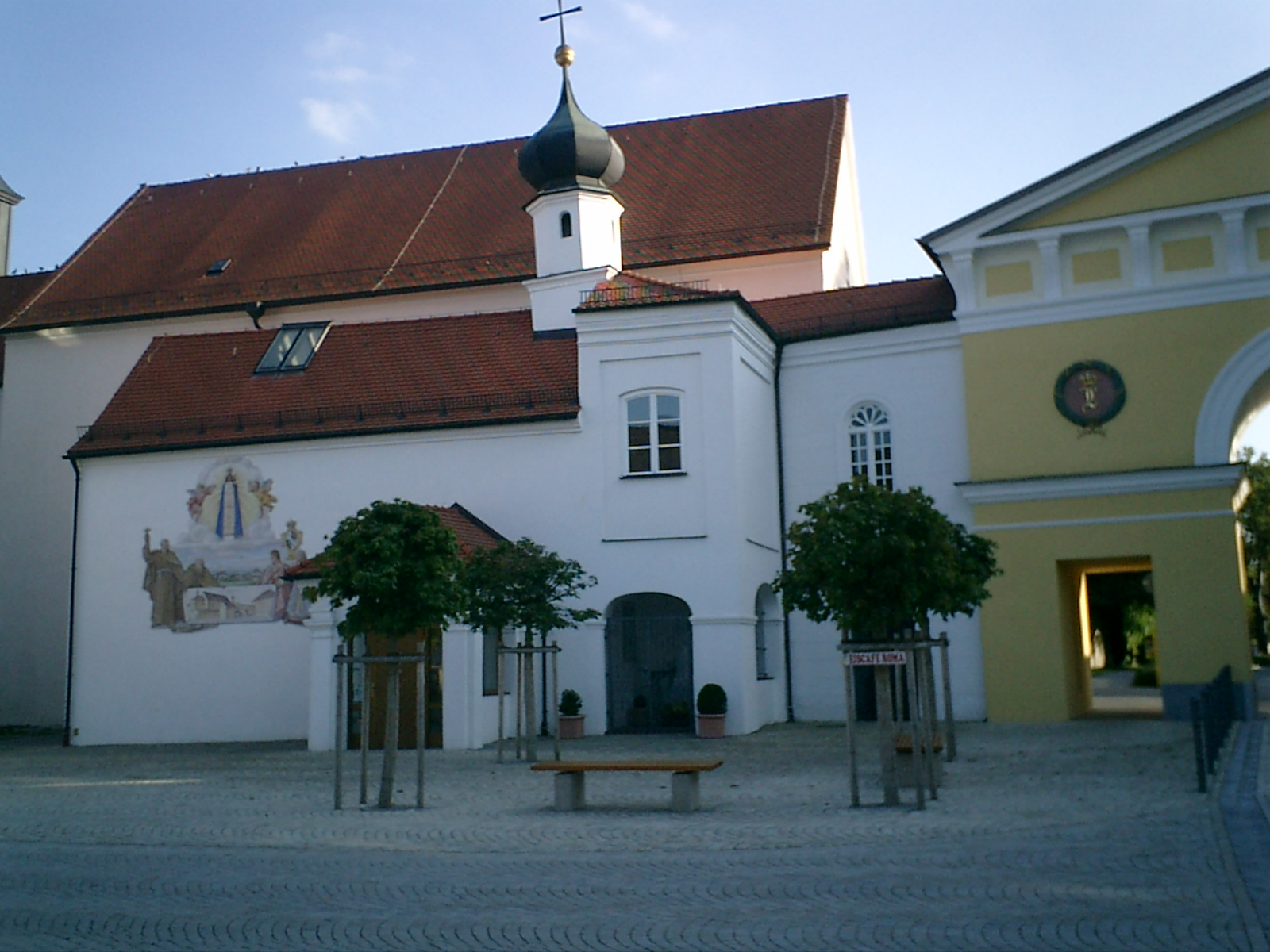
La Chapelle de Loreto de Türkheim

- ♁ Église de Lorette d'Ehem. Cloître Maria Loreto (Landshut) (1623)
- ♁ Église des pèlerins de Sainte-Marie de Lorette à Westheim (de), Neusäß bei Augsburg (1602)
- Sainte-Marie de Lorette (Westheim) (1602)
- La chapelle de Lorette de Freiburg-im-Breisgau dans le Land du Bade-Wurtemberg à la frontière franco-allemande, créée en 1657 en l’honneur de la Madone de Loreto, sur le mont de Loretto, où se trouvent l’hôpital catholique de Loretto et la piscine de Loretto, l’une des seules piscines en plein air réservées aux femmes et aux enfants d’Allemagne.
- La chapelle de Lorette (Loretokapelle) dans l'abbaye d’Aldersbach en Bavière dans le diocèse de Passau. (1739)
- La chapelle de Lorette d’Altomünster, à Dachau, en Bavière,(1737)
- La chapelle de Lorette de Kronwinkel, quartier de Tannheim (Württemberg), dans le Landkreis de Biberach, à Oberschwaben.(1684)
- La chapelle de Lorette Maria Birkenstein de Fischbachau (1710)
- La chapelle de Lorette à Brenken bei Büren (1736)
- La chapelle de Lorette est l’une des deux églises de Bühl am Alpsee, localité d’Immenstadt dans l’Allgäu (1666)
- La chapelle de Lorette de Burgau / Schwaben (1692)
- La chapelle de Lorette (également appelée Scheppacher Kapelle) à Gessertshausen, dans le Landkreis d’Augsburg (Bavière), (1601)
- La chapelle de Lorette de Drensteinfurt bei Warendorf (1726)
- La chapelle de Lorette à Dürmentingen bei Biberach an der Riss (1668)
- La chapelle de Lorette à Dyckburg, Ortsteil von Münster (1735)
- La chapelle de Lorette à Egesheim bei Balingen (1743)
- La chapelle de Lorette dans le cloître des capucins de Koblenz (1753)
- La chapelle de Lorette à Effeldorf bei Dettelbach, aujourd'hui chœur de l’église de Jacob (1652)
- La chapelle de Lorette à Pfreimd-Eixlberg in der Oberpfalz (1670)
- La chapelle de Lorette à Ellwangen, hinter dem Hochaltar in der Schönenbergkirche (1639)
- La chapelle de Lorette à Erbendorf in der Oberpfalz (1857)
- La chapelle de Lorette de Freiburg im Breisgau (1657)
- La chapelle de Lorette Wallfahrtskapelle Maria Alber à Friedberg bei Augsburg (1688)
- La chapelle de Lorette de Geislingen (1626)
- La chapelle de Lorette du cloître des capucins d’Haslach im Kinzigtal (1660/1912)
- La chapelle de Lorette à Herxheim bei Landau/Pfalz (1508/1681)
- La chapelle de Lorette in Hirschberg an der Bergstraße à Schloss Wiser (1737)
- La chapelle de Lorette Mariä Heimsuchung (Holtum), Stadtteil Wegberg, bei Heinsberg (1684)
- La chapelle de Lorette à Hüfingen bei Donaueschingen (1715)
- La chapelle de Lorette cloître Holzen, südlich der Klosterkirche (nach 1740)
- La chapelle de Lorette à Cologne, ou Casa santa de l'église St. Maria in der Kupfergasse (1675)
- La chapelle de Lorette à Constance (1637)
- La chapelle de Lorette (Kronwinkel) in Tannheim bei Biberach (1684)
- La chapelle de Lorette Église des pèlerins de Mariä Himmelfahrt (Ludwigshafen), Stadtteil Oggersheim (1729)
- La chapelle de Lorette in Mehlmeisel-Unterlind (1686)
- La chapelle de Lorette Neutrauchburg (1686)
- La chapelle de Lorette St. Nikolai - Gasteig - (ou Altöttinger Kapelle) in München-Haidhausen (1678)
- La chapelle de Lorette (Obermedlingen), Ortsteil von Medlingen de Dillingen an der Donau (1757)
- La chapelle de Lorette du cloître Reutberg, dans le chœur de l’église du cloître (1606)
- La chapelle de Lorette (Rohr in Niederbayern) (um 1670)
- La chapelle de Lorette in Rosenheim (1636)
- La chapelle de Lorette (Scheer) bei Sigmaringen (1628)
- La chapelle de Lorette (Stätzling) bei Friedberg (Bayern) (1688)
- La chapelle de Lorette in Stockach, Lac de Constance (1727)
- La chapelle de Lorette dans le cloître des capucins de Stühlingen in Baden (1680)
- La chapelle de Lorette (Tettnang) (1624)
- La chapelle de Lorette (Thyrnau) bei Passau (1622)
- La chapelle de Lorette (Türkheim) Landkreis Unterallgäu (1683)
- La chapelle de Lorette à Villingen-Schwenningen, Ortsteil Villingen (1706)
- La chapelle de Lorette dans la chapelle de la petite Jérusalem de Willich-Neersen en Basse-Rhénanie
- La chapelle de Lorette (Wolfegg dans le Ravensbourg (1668)
- La chapelle de Lorette à Zwiefalten (XVIIIe siècle)
- Chapelles de Loretto de Oberstdorf (1657)
- La Ville de Heiligenhaus porte le nom de Santa Casa en allemand.

### Angleterre
- Our Lady of Loreto and St Winefride, royal botanic Gardens du Leyborne Park, Richmond. Londres
- Lady of Loretto, Fleet road, Weymouth, Comté du Dorset
- Loreto High School, Chorlton-cum-Hardy, Manchester
- Réplique de la Sainte Maison de Lorette, The Shrine of Our Lady de Walsingham Norfolk[1]

### Autriche

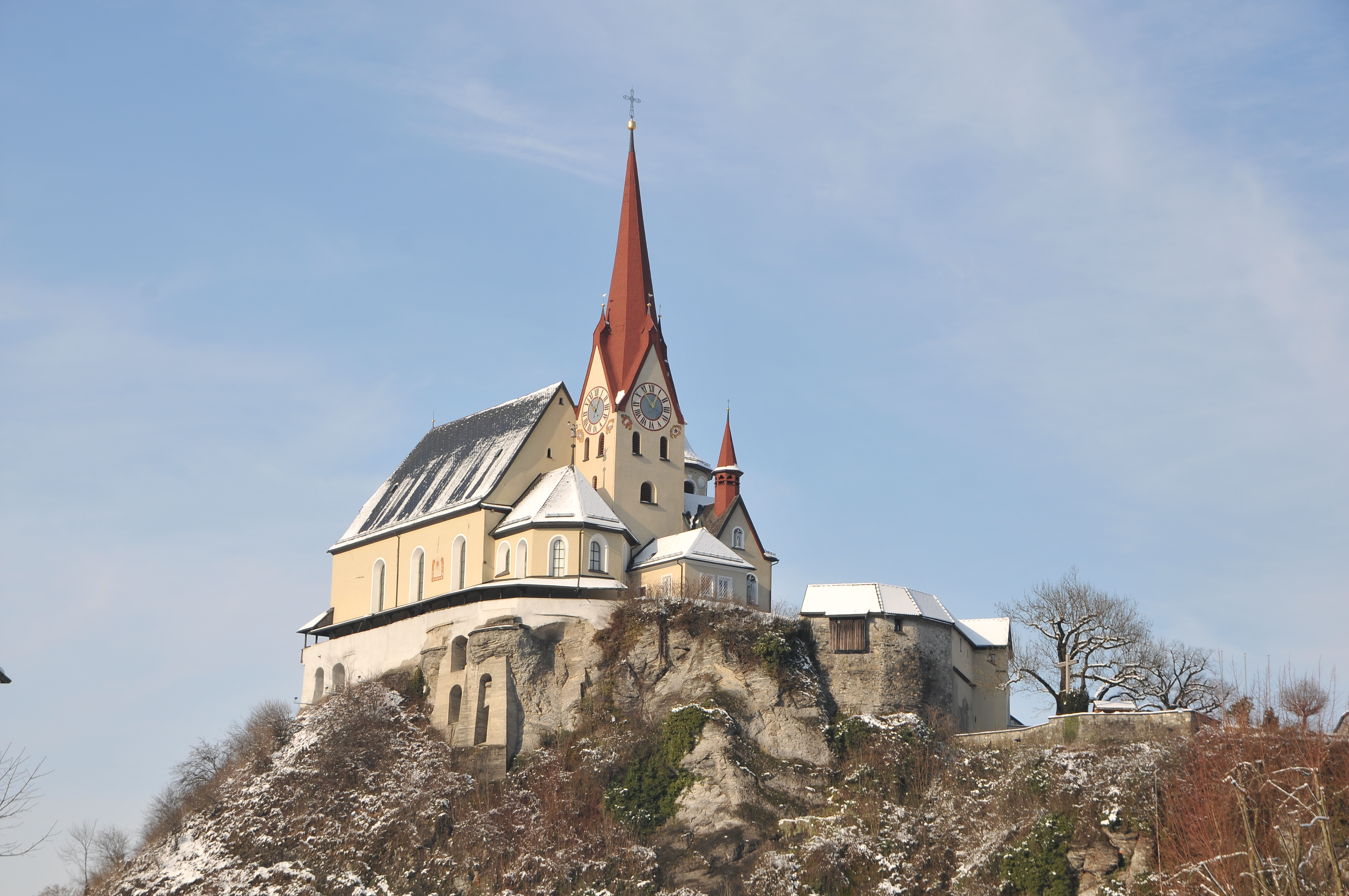
Basilique de Rankweil
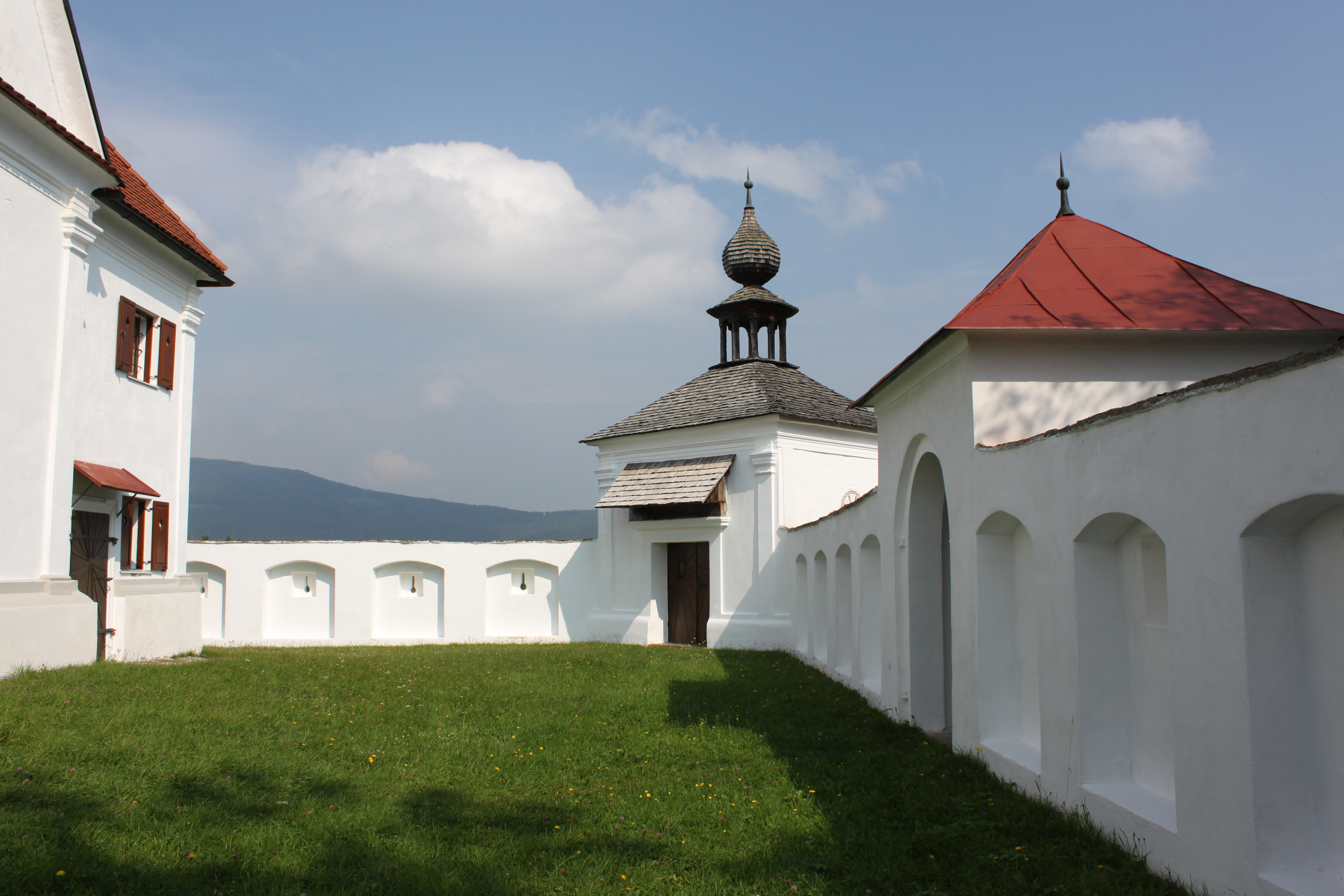
Loreto-Kirche Gutenberg an der Raabklamm
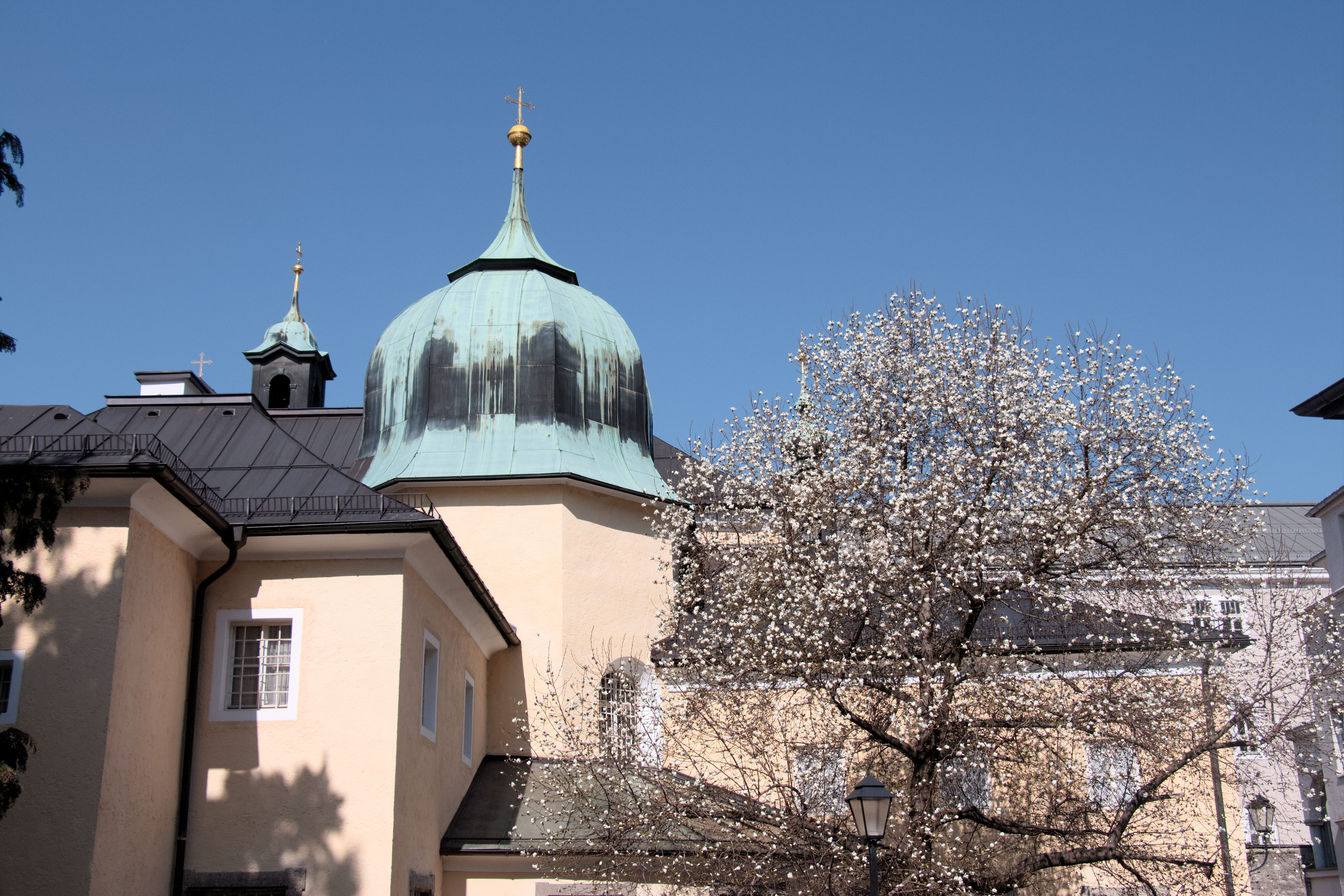
Église de Lorette de Salzbourg
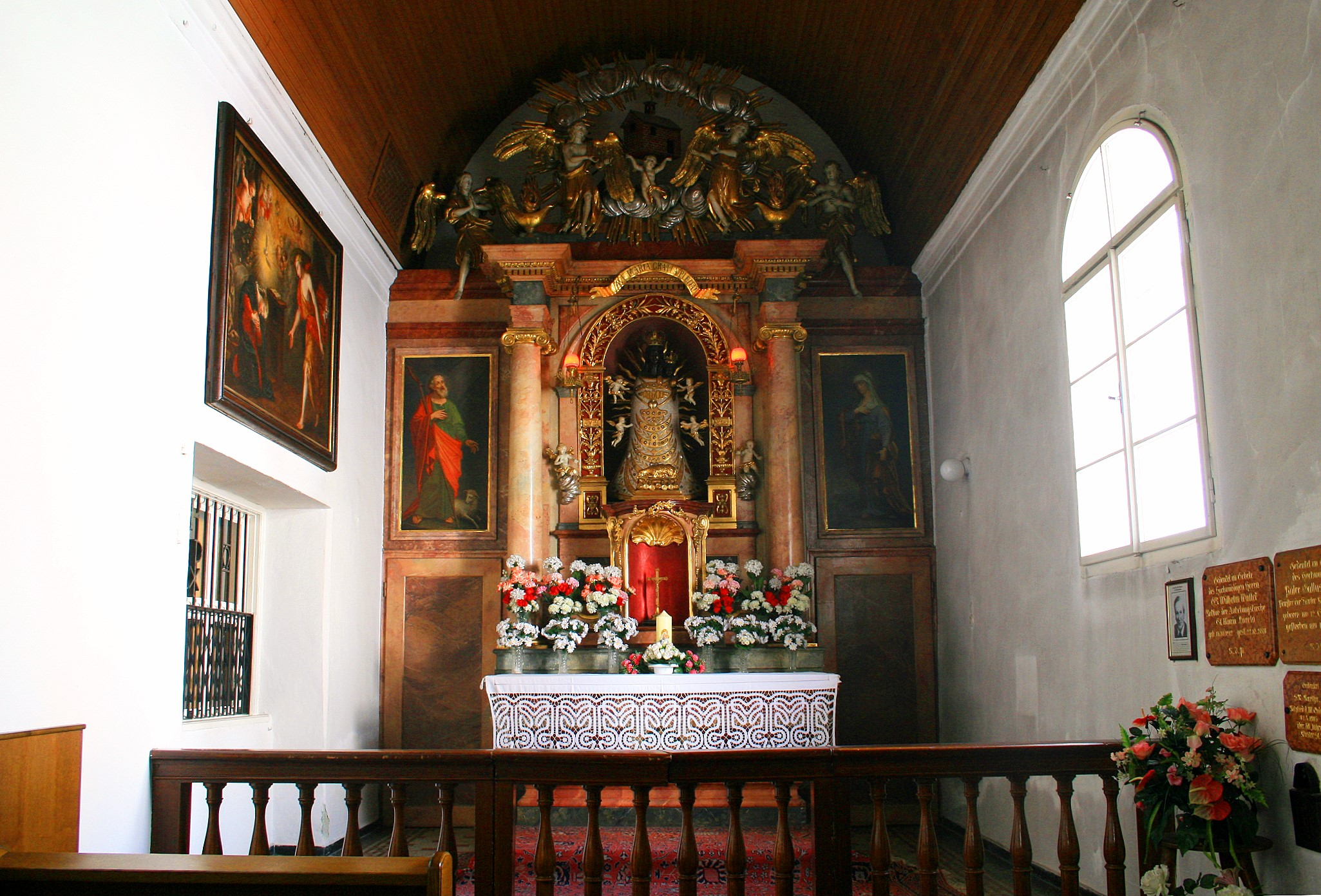
Statue de la Vierge noire dans l’église de Lorette de Salzbourg.

- Loretto est une commune d'Autriche.
- Réplique de la Sainte Maison de Lorette à Walpersdorf en Autriche (à 60 km de Vienne)
- ♁ L’église paroissiale Maria-Loretto et l’Ermitage du quartier Jedlesee à Vienne, (1713/1779)
- ♁ Ermitage de Maria Loreto de St. Andrä en Caranthie (1647/1683)
- ♁ L’église de Lorette de Salzbourg (1633), Église du cloître des Capucins de l’Adoration perpétuelle.
- L’église de Lorette à Gutenberg an der Raabklamm (1691) en Styrie
- Maria Loreto de Straßburg en Caranthie (1650)
- La chapelle Loreto de l’église des Augustiniens de Vienne (1784)♁ La basilique Maria Loretto du Burgenland et sa chapelle des croisades (1644)

- La chapelle Maria-Loretto du château de Klagenfurt en Caranthie (1660/1768)
- La chapelle de Lorette dans l’abbatiale de Millstatt en Caranthie (XVe siècle)
- La chapelle Lorette près de l’église du château de Walpersdorf (de) (1619) dans la Niederösterreich
- La chapelle Lorette à Steyr, Christkindlweg (1876) dans l'Oberösterreich
- La chapelle Lorette de Pfarrkirchen im Mühlkreis (1693) dans l'Oberösterreich
- La chapelle de Lorette, St. Jakob am Thurn, ville de Puch bei Hallein (1754) dans le Land de Salzbourg
- La chapelle Maria-Loretto de Gaal en Styrie
- La chapelle de Lorette de l’église Barmherzigen de Graz (1651) en Styrie
- La chapelle de Lorette dans l’abbatiale de Neuberg (XVe siècle) en Styrie
- La chapelle de Lorette de la Forteresse d'Oberkapfenberg (1850/1972) en Styrie
- La chapelle de Lorette au Château de Festenburg à Sankt Lorenzen am Wechsel (1709) en Styrie
- La chapelle de Lorette dans l'église Dreifaltigkeits de Trofaiach (1713) en Styrie
- La chapelle de Lorette à l’abbaye de Vorau (ca. 1700) en Styrie
- La chapelle Maria Klobenstein à Kössen, dans le district de Kitzbühel, dans le Tyrol.
- La chapelle Lorette de Längenfeld (1732) dans le Tyrol
- La chapelle Lorette de Thaur bei Hall (1589), älteste Loreto-Wallfahrt im deutschsprachigen Raum dans le Tyrol
- La chapelle Lorette de Lustenau (1645/1730)
- La chapelle Lorette dans la basilique de Rankweil (1657)

### Belgique, Pays-Bas, Luxembourg
- La chapelle Notre-Dame-de-Lorette, à Rochefort, en province de Namur. La grotte de Lorette, nommée ainsi en référence à la chapelle et creusée par la Lomme et découverte en 1865, ouverte au public. La plus grande salle de la grotte, la « salle du Sabbat » mesure 39 mètres de haut. Un musée est construit sur les lieux.
- La chapelle de Lorette à Ath, en province de Hainaut. Lorette est un quartier de la ville d'Ath
- La chapelle de Lorette, à Renaix, en province de Flandre orientale
- Le cloître de Loreto à Simpelveld, en province néerlandaise de Limbourg
- Chapelle Onder den Linden consacrée à la Madone de Lorette à Thorn, en province néerlandaise de Limbourg
- Chapelle Lorette, Visé, en province de Liège
- Oratoire Notre-Dame de Lorette, Sosoye, Anhée, province de Namur
- Chapelle de Lorette de Clervaux au Luxembourg (1680)
- Boskapel van Loretten aussi nommée Trompkapel, 1 Papenstraat, 9190, Stekene

### Écosse
- Our Lady of Loretto primary School, Dalmuir, Clydebank en périphérie de Glasgow
- Our Lady of Loretto Church, 17 Newbigging, Musselburgh en périphérie d'Édimbourg

### Espagne
- Deux communes espagnoles portent le nom de Loreto, l’une en Andalousie près de Grenade, une autre dans la province de La Corogne.
- La Casita de Nazaret del Convento de las Descalzas reales de Madrid
- Capilla Militar de la Virgen de Loreto, Alcala A Guadelajara, à Madrid
- Capilla Nuestra Señora de Loreto, capilla sacramental de la parroquia de San Isidoro à Séville
- Irish BVM School our Lady of Loreto, Calle Manuel Vallejo, Séville
- Capilla Nuestra Señora de Loreto à Colunga (Asturies)
- Capilla de la Virgen de Loreto, Patrone de Santa Pola, Santa Pola (province d'Alicante)
- Capilla de la Virgen de Loreto dans l’église des Carmélites de Peñaranda de Bracamonte (province d'Alicante)
- Iglesia de la Virgen de Loreto à Xabia (province d'Alicante)
- Capilla de la Virgen de Loreto dans la cathédrale de San Juan Bautista d'Albacete (province d’Albacete)
- Le couvent de Nuestra Señora de Loreto est un couvent franciscain d'Espartinas dans la province de Séville
- Ermita de Nuestra Señora de Loreto, Calle Loreto à Benassal, Castellon
- Iglesia Castrense Nuestra Señora de Loreto, colonia Julio Ruiz de Alda à San Javier (Région de Murcie)
- Iglesia Parroquial de Nuestra Señora de Loreto, Algezares (Murcie)
- La Ermita de la Virgen de Loreto de Bejís, comarca del Alto Palancia, provincia de Castellón

### France

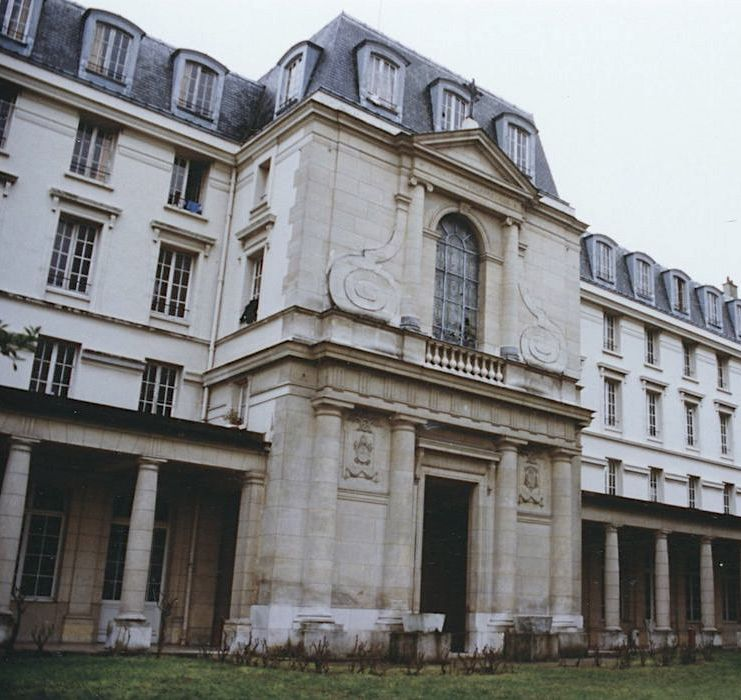
Chapelle Notre Dame de Lorette - Séminaire saint Sulpice d'Issy les Moulineaux

#### Île-de-France
- L'Église Notre-Dame-de-Lorette de Paris (1823)
- Notre-Dame-de-Lorette est une station du métro parisien dans le 9°arrondissement de Paris.

- La Chapelle Notre Dame de Lorette du séminaire saint Sulpice à Issy-les-Moulineaux fut construite au XVIIe siècle sur le modèle de la Santa Casa (chapelle où Fenelon et Bossuet venaient se recueillir et où eurent lieu les entretiens d’Issy entre les deux protagonistes). Elle fut détruite par les Versaillais en 1871 quand la Commune parisienne y eut établi ses quartiers-généraux. L’actuelle chapelle est une reconstruction ultérieure.
- L'église paroissiale Notre-Dame-de-Lorette de Maurecourt dans les Yvelines (XVIe siècle)

#### Alsace
- La chapelle de Lorette en haut de l’abbaye de Murbach (Alsace) (1693)

#### Auvergne-Rhône-Alpes
- Chapelle Notre Dame de Lorette dans la Crypte de la Basilique Notre Dame de Fourvières, à Lyon en région Auvergne-Rhône-Alpes.
- La Maison de Lorette à Lyon, en région Auvergne-Rhône-Alpes.
- La chapelle Notre-Dame-de-Lorette, chemin de Lorette à Saint Genis-Laval, Lyon, en région Auvergne-Rhône-Alpes.
- Lorette est une commune française du département de la Loire en région Auvergne-Rhône-Alpes.
- Le bâtiment de Lorette, la chapelle ou oratoire de Lorette, le jardin de Lorette sont des parties de l’ancienne abbaye de Saint-Menoux dans l’Allier en région Auvergne-Rhône-Alpes.

- La chapelle Notre-Dame de Lorette (XVIe siècle), à Thônes en Haute-Savoie, en région Auvergne-Rhône-Alpes.
- La chapelle Notre-Dame-de-Lorette à Saint-Pal-de-Chalençon, en Haute-Loire
- La chapelle Notre-Dame-de-Lorette de Sainte-Julie (Ain) (vers 1500)

#### Bourgogne-Franche-Comté
- La chapelle Notre-Dame-de-Lorette de Conliège (Jura) (XVIIe siècle)
- La chapelle Notre-Dame-de-Lorette de l’hôpital psychiatrique de l'Yonne à Auxerre
- La chapelle Notre-Dame-de-Lorette à Sainpuits dans l'Yonne
- La chapelle Notre-Dame de Lorette à Port-Lesney (Jura) (XIVe siècle)

#### Bretagne
- L'église Notre-Dame-de-Lorette de Lanriec près de Concarneau dans le Finistère (1477)
- L'église Notre-Dame-de-Lorette de Rédené dans le Finistère
- La chapelle Notre-Dame-de-Lorette, lieu-dit Coat Nant à Irvillac dans le Finistère.
- Oratoire ND-de-Lorette et rue Notre-Dame-de-Lorette à Plougasnou dans le Finistère.
- Chapelle Notre-Dame-de-la-Lorette, la Lorette (Plogonnec) dans le Finistère.
- Chapelle Notre-Dame-de-Lorette, chapelle au sommet d'une colline au Quillio dans les Côtes-d'Armor / Le "tertre tumulaire de Lorette", improprement appelé "cromlech de Notre-Dame de Lorette", est situé au lieu-dit Lorette sur la commune de Le Quillio dans le département français des Côtes-d'Armor
- Chapelle Notre-Dame-de-Lorette et lieu-dit de Pédernec dans les Côtes-d'Armor
- L'église Notre-Dame-de-Lorette à Roudouallec dans le Morbihan (XVIe siècle)
- L'église Notre-Dame-de-Lorette à Roudouallec dans le Morbihan (XVIe siècle)
- La chapelle Notre-Dame-de-Lorette de saint-Congard dans le Morbihan
- La chapelle Notre-Dame-de-Lorette de Plumelec dans le Morbihan
- La chapelle Notre-Dame-de-Lorette, dans le quartier de Lorette à Comblessac en Ille-et-Vilaine (XIVe siècle) ; il existe également une rue de Lorette à Comblessac.

#### Grand Est
- La chapelle Ducale Notre-Dame-de-Lorette de l’église des Cordeliers à Nancy en Meurthe-et-Moselle

#### Hauts de France
- Réplique de la Sainte Maison de Lorette (la Sancta Casa - 1857) à Liesse-Notre-Dame dans l'Aisne
- Notre-Dame-de-Lorette à Ablain-Saint-Nazaire (XVIIIe siècle) où se situe la nécropole nationale de Notre-Dame-de-Lorette.
- L’église paroissiale Notre-Dame-de-Lorette de Villotran dans l'Oise (XVIe siècle)
- L’église Notre-Dame de Lorette de Tilloloy dans la Somme (XVIe siècle)

#### Normandie
- La chapelle Notre-Dame-de-Lorette à Alençon dans l'Orne, Normandie

#### Nouvelle Aquitaine
- La chapelle Notre-Dame-Lorette dans le village de Saint-Sauveur construite au XVIIe siècle (1621), détruite en 1805, reconstruite en 1843, Saint-Sauveur fut à l'origine le siège de la paroisse de Bellac.
- L'église Notre-Dame-de-Lorette à Saint-Michel-de-Lapujade dans la Gironde

#### Pays-de-la-Loire.
- La chapelle Notre-Dame-de-Lorette de la Flocellière (Sèvremont, département de la Vendée dans les pays de la Loire) fondée en 1617 pour des Carmes, réhabilitée au XIXe siècle avec, en remplacement de l'ancien chœur, une réplique de la Sainte Maison de Lorette en 1868. La Flocellière en Vendée, pays de la Loire.
- La Santa Casa du Calvaire de Pontchâteau

#### Région Centre Val de Loire
- Chapelle et logis troglodytiques de Notre-Dame-de-Lorette, Lieu-dit de La Grange aux Dîmes, Saint-Épain, Centre-Val de Loire (XVe, XVIe et XIXe siècles)
- La chapelle Notre-Dame-de-Lorette à Saint-Épain (Indre-et-Loire). (XVe siècle)

#### Région Occitanie
- Le site historique de l’hôpital de ND-de-Lorette d’Alan dans le département de la Haute-Garonne en région Occitanie.
- Chapelle Notre Dame de Lorette, saint-Gervais-sur-mare, dans le département de l'Hérault en région Occitanie.
- Chapelle Notre Dame de Lorette, Sévérac d'Aveyron, dans le département de l'Aveyron en région Occitanie
- Notre-Dame-de-Lorette est un ancien hôpital rural fondé en 1735, à Alan en Haute-Garonne

#### Corse
- La chapelle Notre-Dame de Lorette sur le chemin du Loretto (Loretto étant un lieu-dit d’Ajaccio) à Ajaccio en Corse.
- Loreto-di-Casinca est une commune française de l’aire d’attraction de Bastia, située dans la circonscription départementale de la Haute-Corse. (Loreto fut le premier village de Corse à avoir l’éclairage public en 1895)
- La chapelle Notre Dame de Lorette de Villers-en-Cauchies dans le Nord

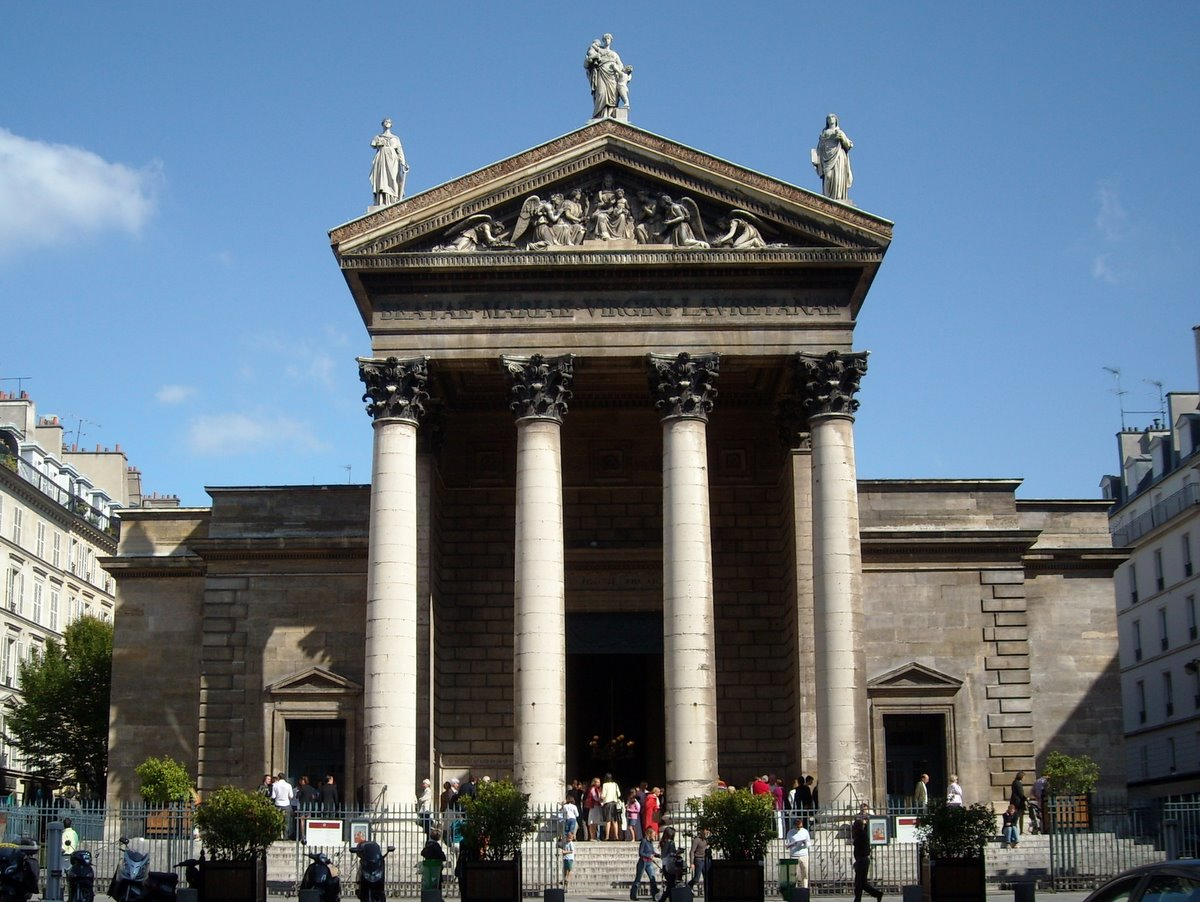
Église Notre-Dame-de-Lorette de Paris dans le 9°arrondissement
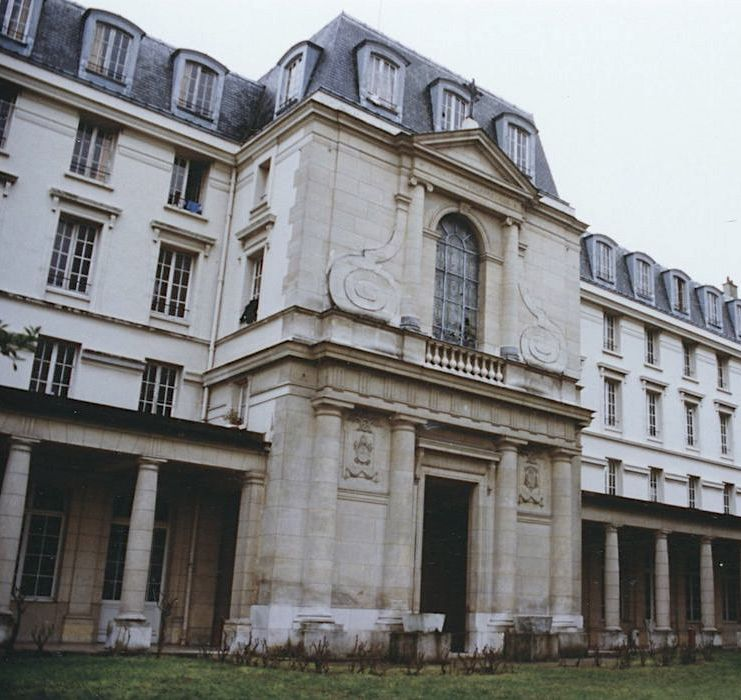
Chapelle Notre Dame de Lorette - Séminaire saint Sulpice d'Issy les Moulineaux
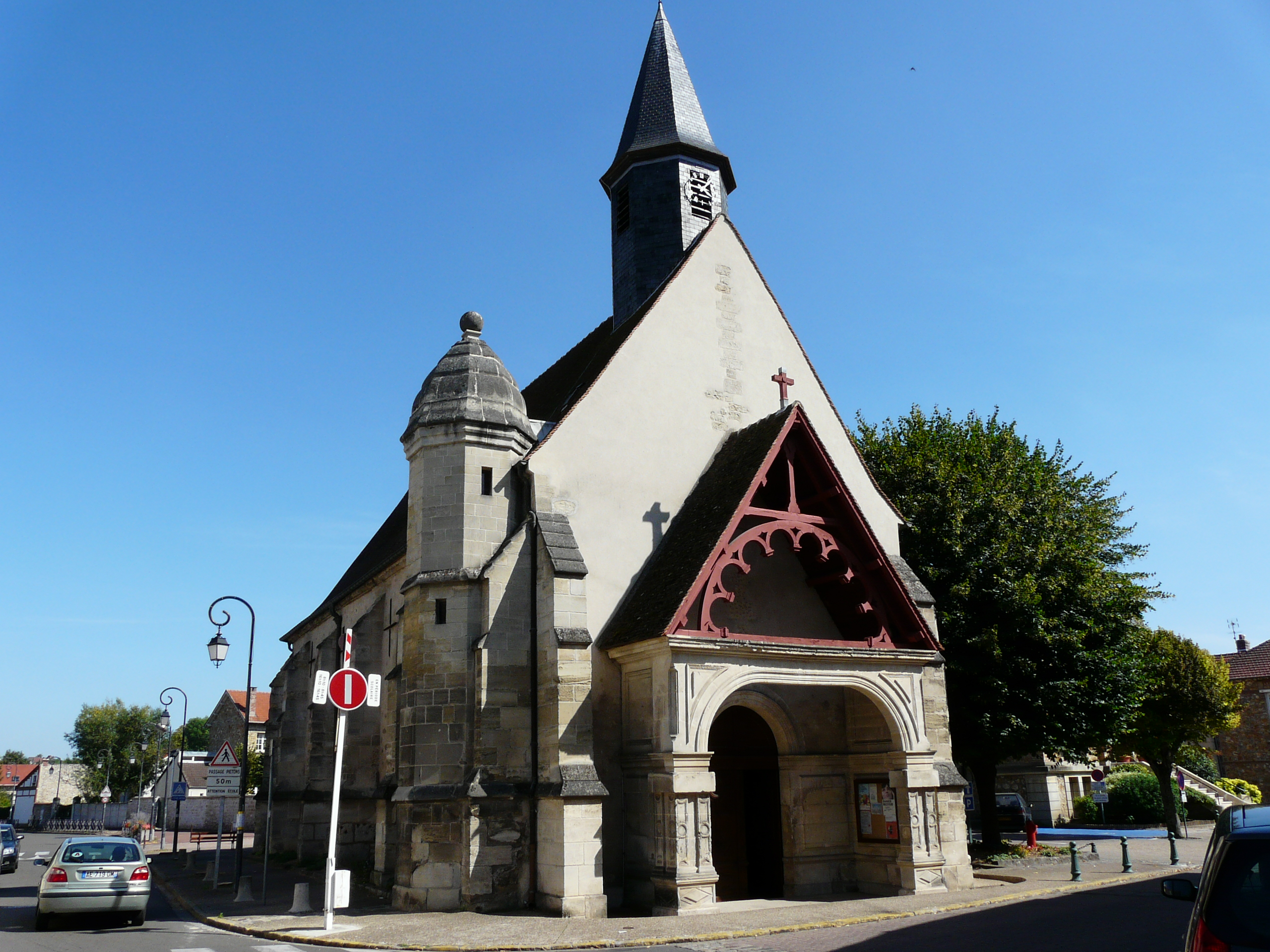
Église paroissiale Notre-Dame-d- Lorette, Maurecourt
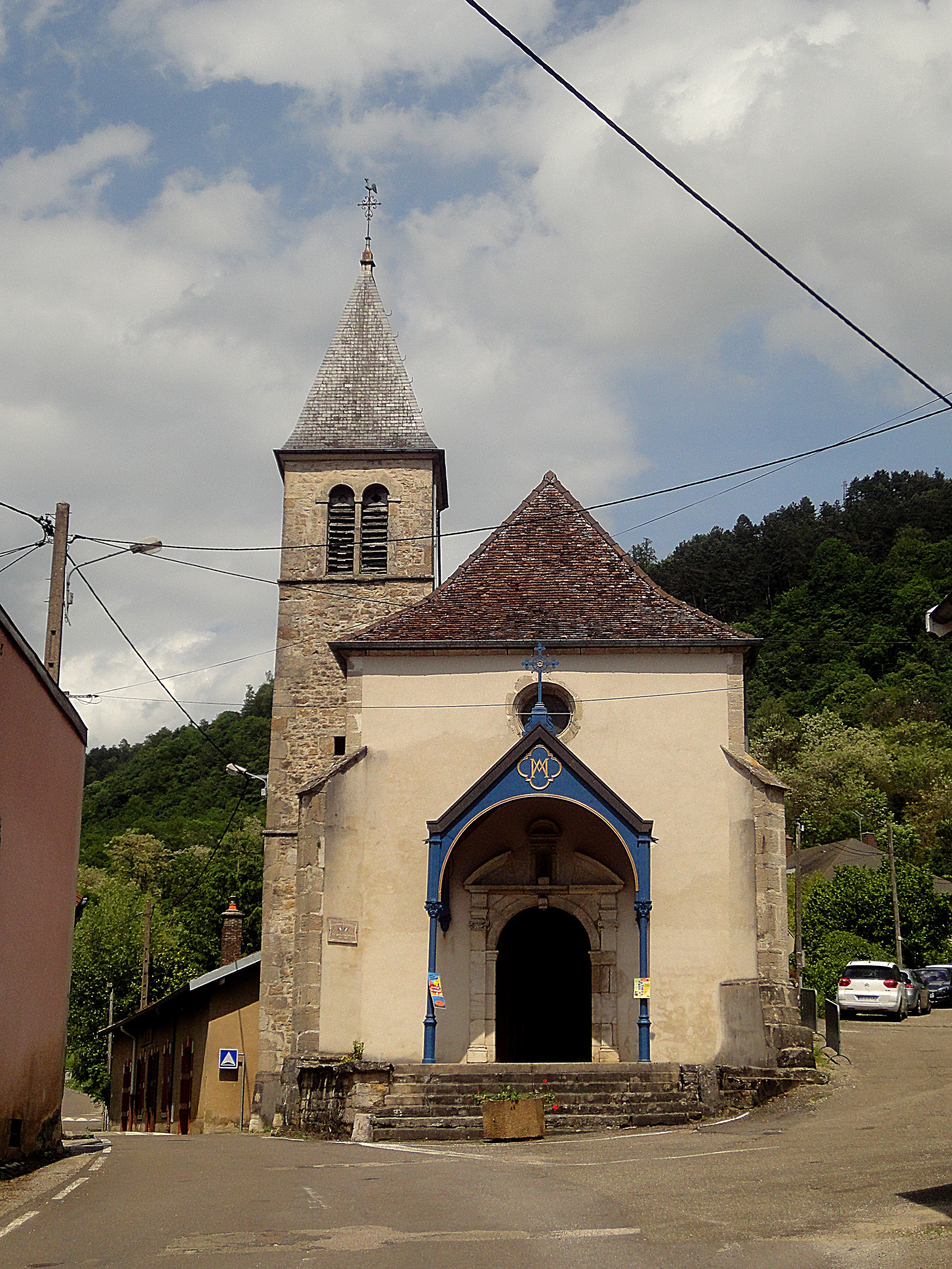
Façade de Notre-Dame-de-Lorette à Conliège.
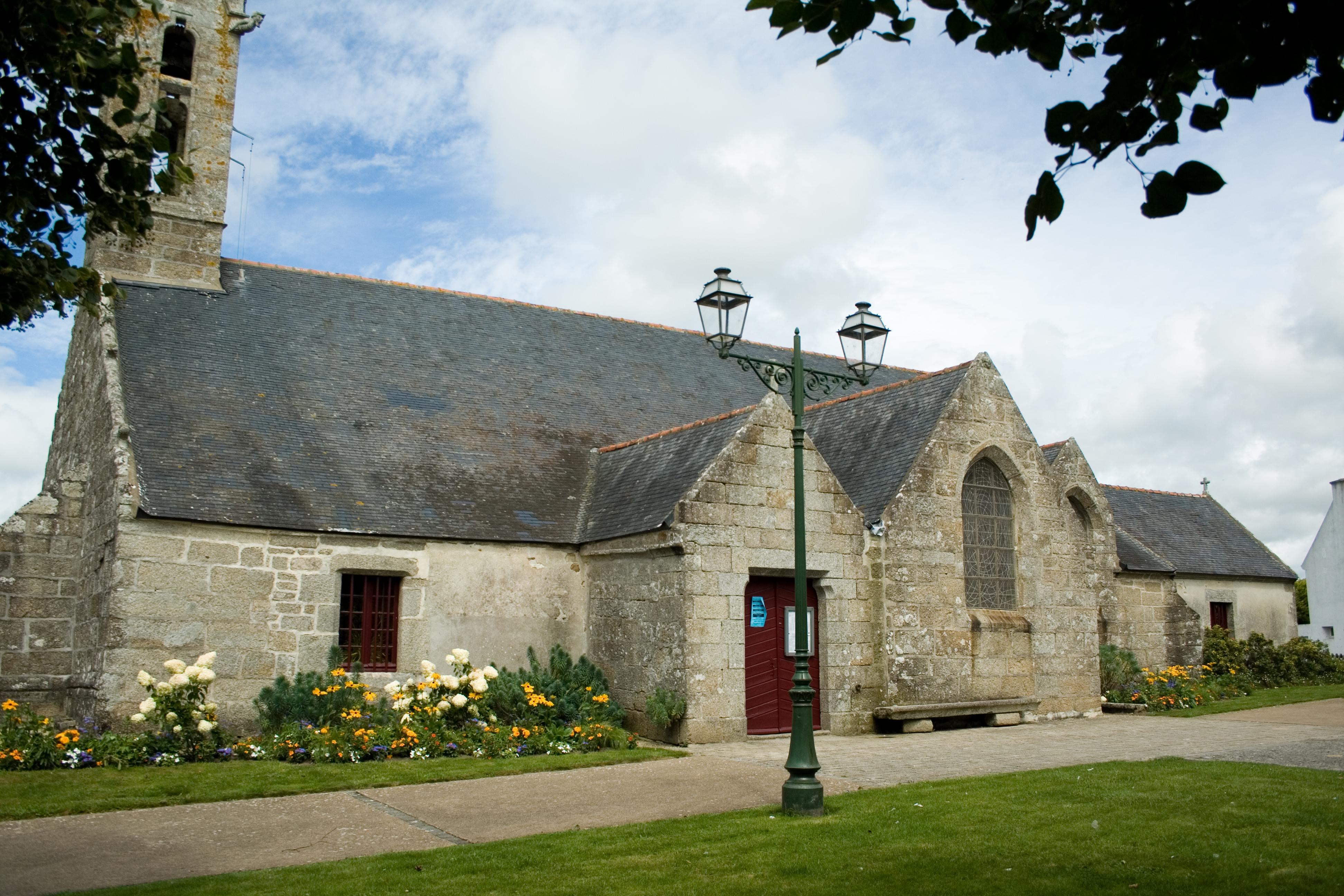
Église Notre-Dame-de-Lorette de Lanriec près de Concarneau dans le Finistère
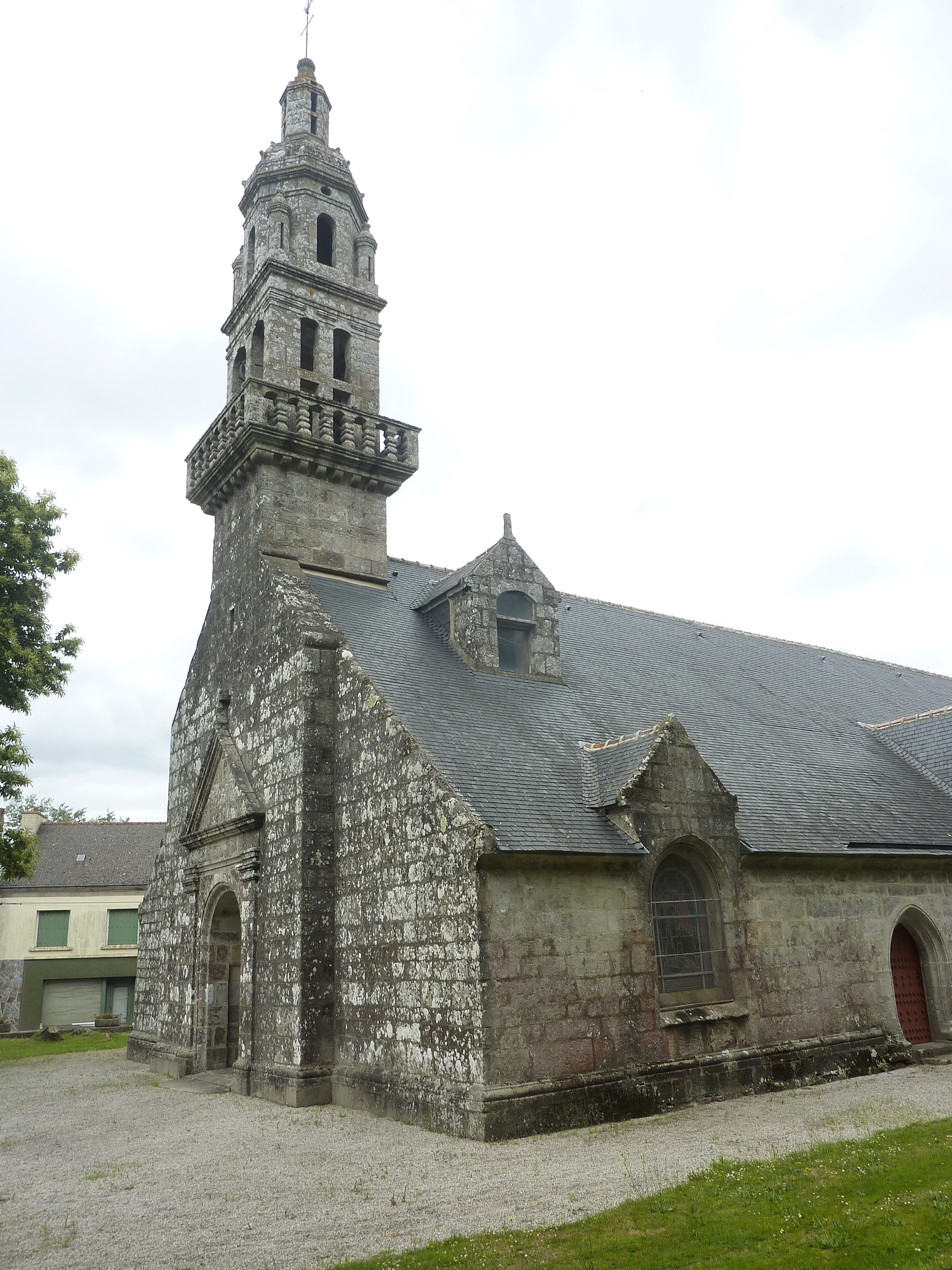
Église Notre-Dame-de-Lorette de Roudouallec dans le Morbihan.
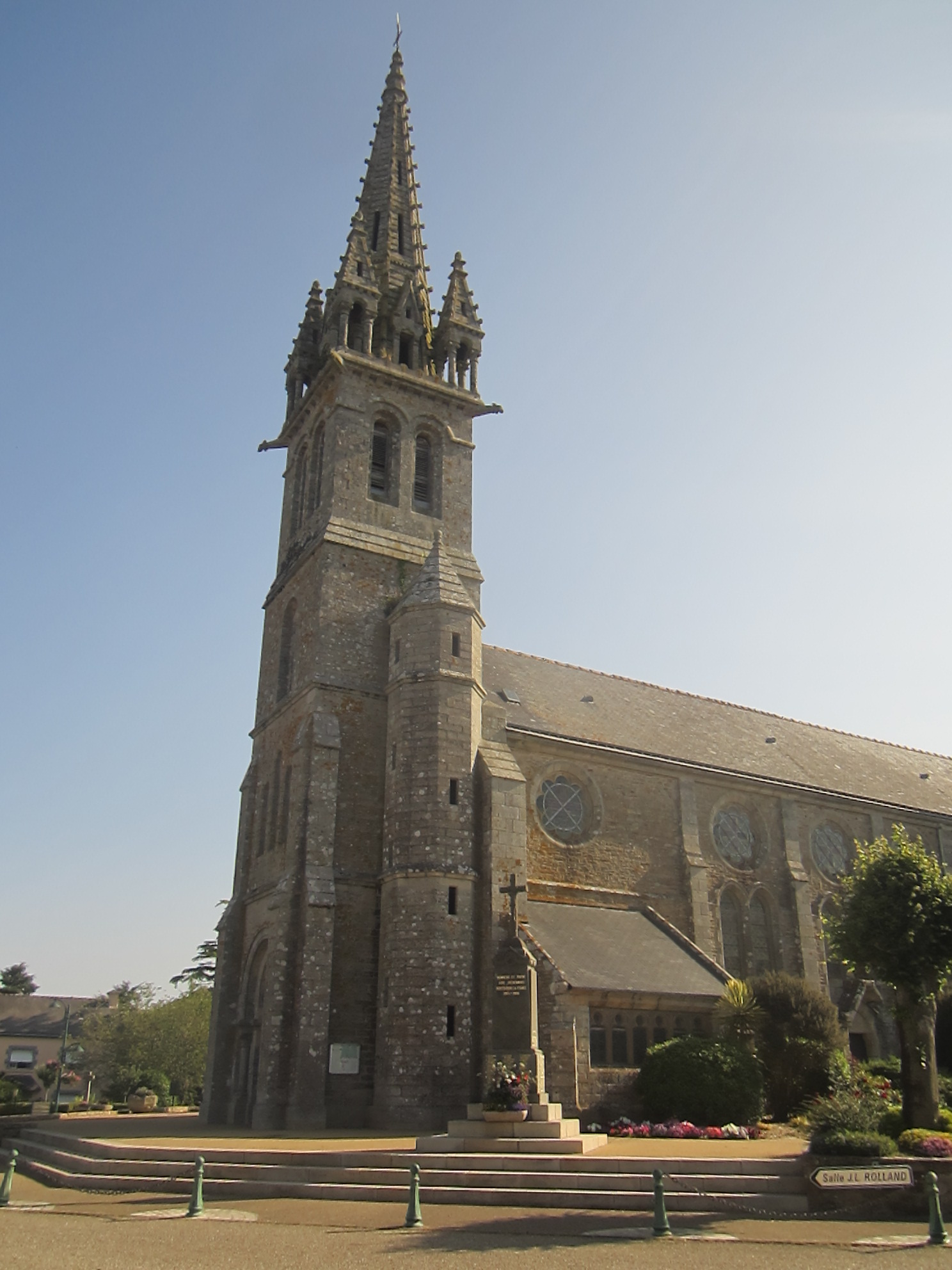
Église Notre-Dame-de-Lorette à Rédené, Finistère
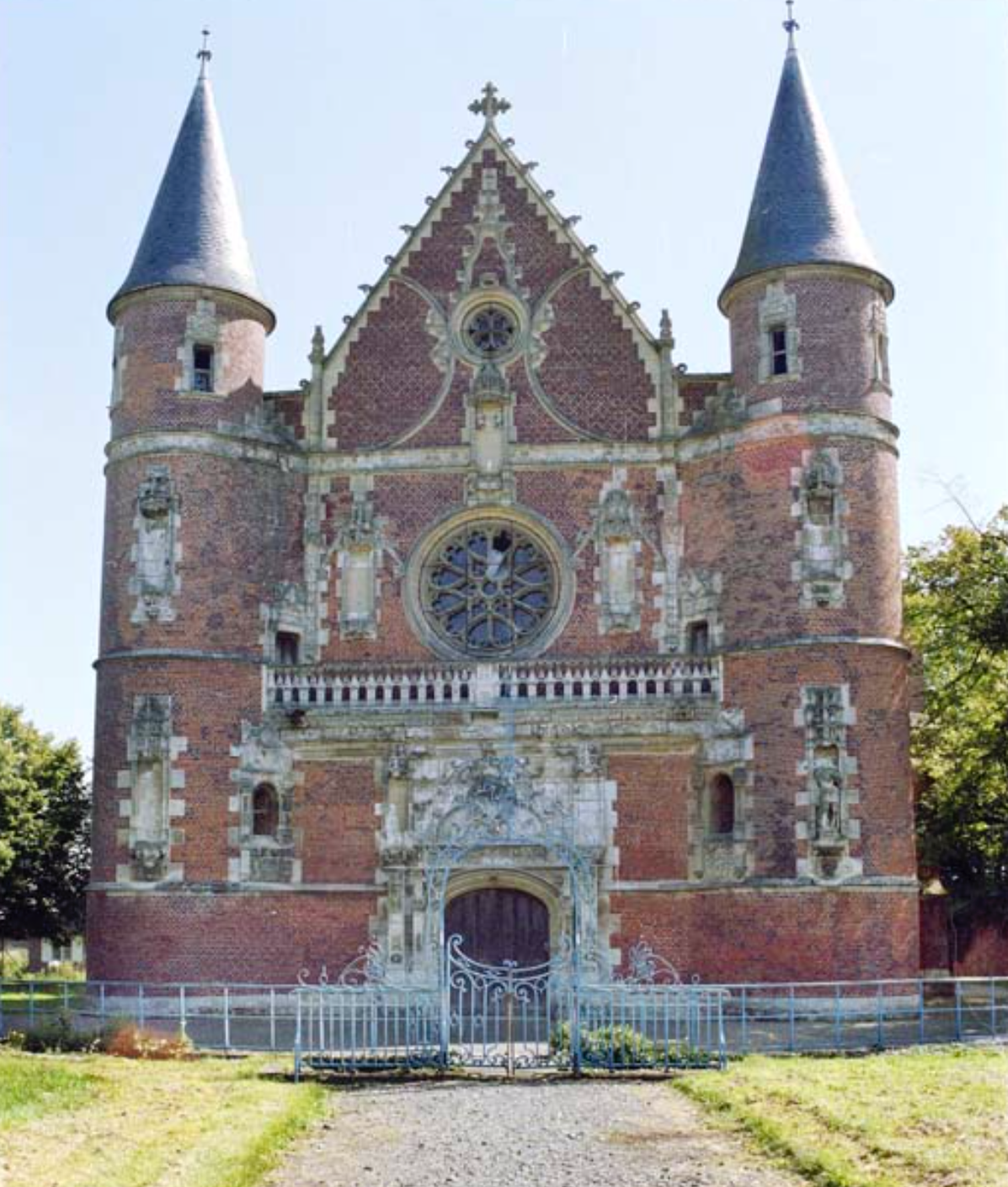
Église N-D de Lorette, Tilloloy

### Irlande
- Abbaye de Lorette (Loreto Abbey Dalkey), Harbour Road, Dalkey, Dublin

### Italie
(liste non exhaustive)

#### Abruzzes
- Église della Madonna di Loreto, via Santa Maria di Loreto à Margliano de’ Marsi, province de l'Aquila, Abruzzes
- Église di Santa Maria di Loreto in Presciano, province de l'Aquila, Abruzzes
- Confraternité de Santa Maria di Loreto, Ville de Sulmona, province de l'Aquila, Abruzzes
- Église de Santa Maria di Loreto, Pescocostanzo, province de l'Aquila, Abruzzes
- Église de Santa Maria di Loreto, Villalago, province de l'Aquila, Abruzzes
- Piazzale Loreto est une grande place de Mosciano Sant'Angelo, en province de Teramo, dans la région Abruzzes

#### Campanie
- Église de la Madonna di Loreto, entre Altavilla et Grottolella dans la Province d'Avellino en Campanie.
- Réplique de la Sainte Maison de Lorette dans la cathédrale de San Paolo, à Aversa en Province de Caserte, en Campanie.
- Paroisse de Sainte Marie de Lorette, rue Pline, Ercolano en Campanie
- Église sainte Marie de Lorette, Massa Lubrense, Campanie
- Église Santa Maria di Loreto, via Cristoforo Colombo, Meta sur la Baie de Naples, Campanie
- Paroisse de Nostra Signora di Loreto, Maddaloni, prov. de Caserte, en Campanie
- Palazzo Abbaziale di Loreto, via Loreto, Mercogliano, prov.d’Avellino, Campanie
- Basilique Santa Maria di Loreto, Forio, (sur l'île d'Ischia) commune de la ville métropolitaine de Naples dans la région de Campanie.
- Église de la Madone de Lorette de Monte San Giacomo, via Madonna di Loreto. Province de Salerne en Campanie
- Église della Madonna di Loreto, via Madonna di Loreto à Calvanico, province de Salerne, Campanie
- Église Santa Maria di Loreto, Tufino, province de Naples, Campanie
- Église de la Madonna di Loreto, à Trentinara dans la Province de Salerno en Campanie.
- Église Santa Maria di Loreto, via Santa Maria di Loreto à Roccapiemonte, province de Salerne, Campanie. (Santa Maria di Loreto est également un circuit de randonnée dans cette même ville)
- Paroisse de Maria Santissima di Loreto, Santa Maria a Vico, province de Caserte, Campanie
- Église Santa Maria di Loreto, San Prisco, province de Caserte, Campanie
- Église de Sainte Marie de Lorette, Montesano sulla Marcellana, province de Salerne, Campanie

#### Émilie-Romagne
- Église de la Beata Vergine di Loreto de Forlimpopoli en Émilie-Romagne
- Église de la Beata Vergine di Loreto de Polesine Parmense en Émilie-Romagne
- Sanctuaire de la Beata Vergine di Loreto, Pione dans la commune de Bardi, province de Parme en Émilie-Romagne
- Sanctuaire de la Beata Vergine di Loreto, Passogatto di Lugo en province de Ravenne, dans la région d'Émilie-Romagne

#### Latium

##### Dans Rome
- Église Santa Maria di Loreto située place de la Madone de Loreto à Rome, Latium
- Église paroissiale de sainte Marie de Lorette, via Santa Maria di Loreto, à Rome, Latium
- Paroisse Santa Maria di Loreto, via di Boccea, Rome, Latium

##### Reste du Latium
- Église Santa Maria di Loreto, Orte, Province de Viterbe, Latium
- Église de la Madonna di Loreto, à Monterotondo, Rome
- Église de la Madonna di Loreto, à Cerveteri (fraz. Due Casette), Rome
- Église de la Madonna di Loreto, Collemacina-Coscarone-Madonna di Lore, Province de Rieti, Latium
- Église de la Madonna di Loreto, Bagnoreggio, Province de Viterbe, Latium
- Église de la Madonna di Loreto, Campoli Appenino dans la province de Frosinone, Latium
- Église Santa Maria di Loreto, Arpino, province de Frosinone, Latium
- Église Santa Maria di Loreto, Via lauretana à Toffia, province de Rieti dans la région Latium
- Paroisse Beata Vergine di Loreto, Guidonia Montecelio, ville métropolitaine de Rome Capitale dans la région du Latium
- Église Santa Maria di Loreto, Limiti di Greccio, Province de Rieti, Latium

#### Ligurie
- Sanctuaire de Nostra Signora di Loreto, à Loano dans la Province de Savone en région de Ligurie
- Sanctuaire de Nostra Signora di Loreto, dans la localité de Loreto en Province d’Imperia en Ligurie
- Sanctuaire de Nostra Signora di Loreto, à Gênes, en Ligurie
- Église de Nostra Signora di Loreto, à Finale-Ligure, dans la Province de Savona, en Ligurie
- Église de la Madonna di Loreto, à Castiglione Chiavarese, Métropole de Gênes, en région de Ligurie
- La chartreuse de Notre-Dame-de-Lorette, ancien monastère chartreux, dans le quartier Villetta sur les hauteurs de la ville de Savone en Italie.

#### Lombardie
- Piazzale Loreto est le nom d’une grande placette à Milan où eut lieu un massacre d’antifascistes en 1944 et l’exécution de Mussolini en 1945. Au temps des Borromée, s'élevait une église dédiée à Notre-Dame de Lorette. Loreto est également une station de métro du quartier.
- Loreto, îlot lacustre situé sur le Lac d'Iseo.
- Eglise Santa Maria di Loreto, Place Cacciatori delle Alpi, à Côme
- Sanctuaire de la Sainte Maison, dans la Valtellina, province de Sondrio, en Lombardie
- Sanctuaire de la Sainte Maison, Chiavenna, province de Sondrio, en Lombardie
- Sanctuaire de la Madonna di Loreto, Lanzo d'Intelvi, province de Côme
- Église de la Madonna di Loreto, via Santa Maria di Loreto à Erba, en Province de Côme, Lombardie
- Réplique de la Sainte Maison de Lorette en l'église Santa Maria della Carità de Brescia en Lombardie
- Église de la Beata Vergine di Loreto, église néoclassique du XVe siècle dans le quartier Loreto à Bergame
- Église de la Beata Vergine di Loreto, Romano di Lombardia en province de Bergame.
- Oratorio della Beata Vergine di Loreto, Pomara (Gazzuolo), province de Mantoue

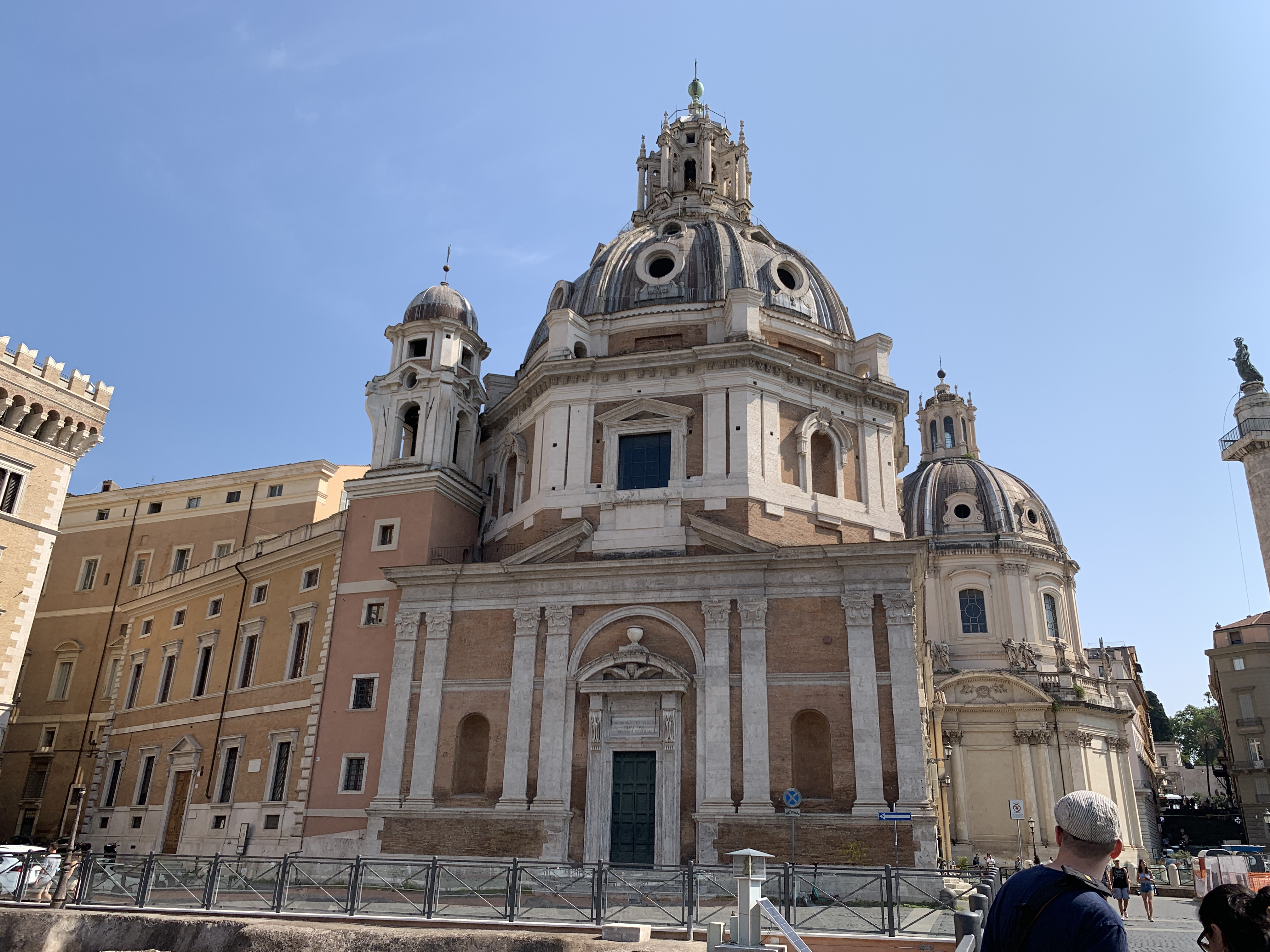
Église Santa Maria di Loreto, Rome
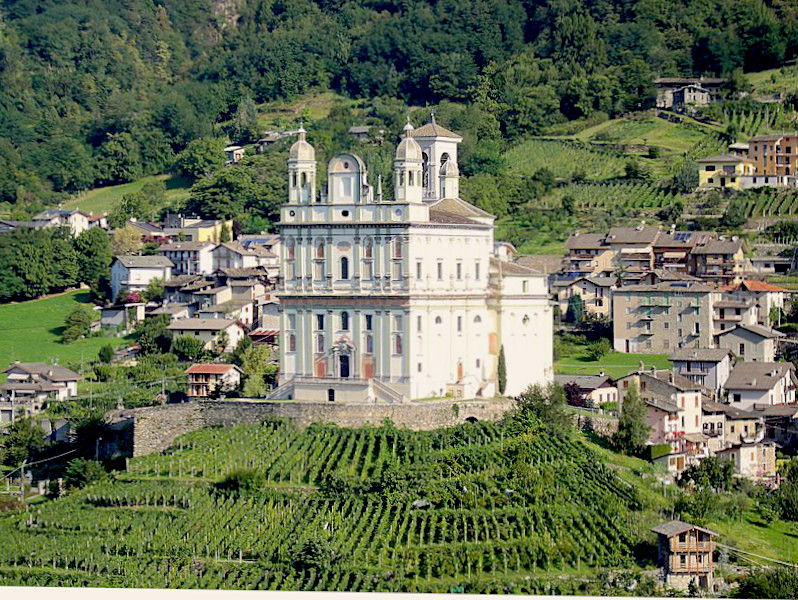
Sanctuaire de la Santa Casa, Trevisio en Valtellina
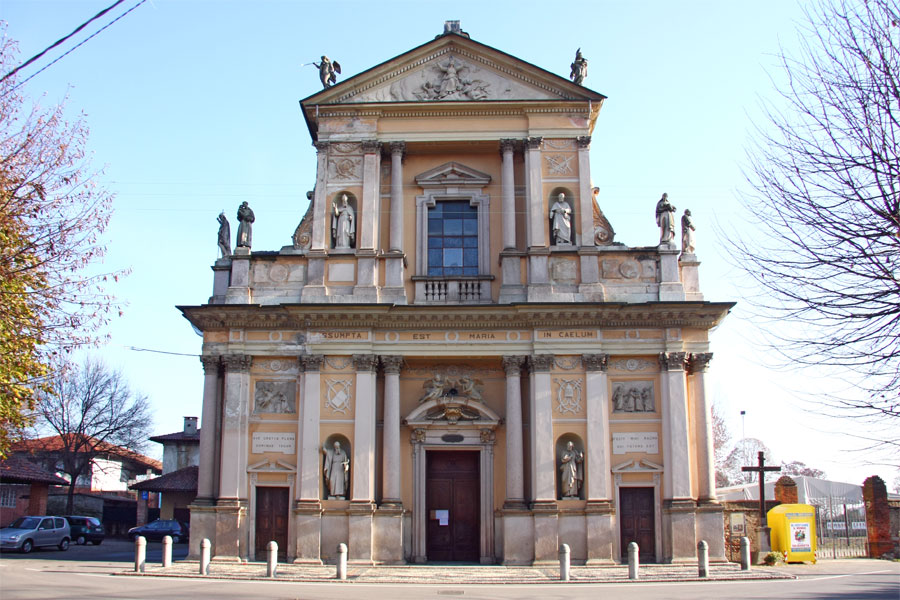
Sanctuaire de Notre Dame de Loreto, à Oleggio en province de Novare dans la région Piémont

##### Molise
- Église de Santa Maria di Loreto, Macchia d'Isernia, Province d’Isernia dans la région du Molise
- Église de Santa Maria di Loreto, Carpinone, province d’Isernia, Molise
- Église Notre Dame de Lorette à Santo Stefano (Ripolimosani), province de Campobasso, Molise
- Couvent de sainte Marie de Lorette à Toro, province de Campobasso, Molise

#### Piémont
- Église de Nostra Signora di Loreto, à Costigliole d'Asti, en province d'Asti, dans le Piémont
- Église de Nostra Signora di Loreto, à Nizza Monferrato, en Province d'Asti dans le Piémont
- Église de la Madonna di Loreto, Borgomanero, Province de Novara, Piémont
- Église de la Madonna di Loreto, Massino Visconti, Province de Novara, Piémont
- Église de la Beata Vergine di Loreto, Livorno Ferraris, province de Vercelli, Piémont
- Sanctuaire della Nostra Signora di Loreto, à Oleggio en Province de Novara dans le Piemont
- Sanctuaire de la Madonna di Loreto à Coni en Province de Coni (Cuneo) dans le Piémont
- Église de la Madone de Loreto à Canale en Province de Coni (Cuneo) dans le Piémont
- Église de la Madone de Loreto à Sanfrè en Province de Coni (Cuneo) dans le Piémont
- Chapelle de Loreto entre Verduno et la Morra en Province de Coni dans le Piémont
- Réplique de la Sainte Maison de Lorette en l'église San Cristoforo de Vercelli dans le Piémont
- Réplique de la Sainte Maison de Lorette dans l'église Sainte-Marthe à Arona aux bords du lac Majeur, Province de Novara, Piémont
- Réplique de la Sainte Maison de Lorette à Lans-l'Hermitage commune de la ville métropolitaine de Turin, dans le Piémont
- Chapelle de la Madonna di Loreto, Testona, commune de la ville métropolitaine de Turin, dans le Piémont
- Chapelle de la Madonna di Loreto, Roccapietra Varallo, Province de Verceil, Piémont

##### Pouilles
- Église de la Madonna di Loreto, Peschici, Province de Foggia, Pouilles
- Église de la Madonna di Loreto, Largo Loreto de Trinitapoli, province de Barletta-Andria-Trani dans la région des Pouilles
- Église de la Madonna di Loreto, Torremaggiore, en province de Foggia dans les Pouilles
- Paroisse de Sainte Marie de Lorette, Mola di Bari, province de Bari, Pouilles
- Chapelle Madonna di Loreto (ou delle Fogge), Salve en province de Lecce, Pouilles
- Église de la Madonna di Loreto, Largo Madonna di Loreto de Surbo en province de Lecce, Pouilles
- Chapelle de la Madonna di Loreto, Zollino en province de Lecce, Pouilles

#### Sicile
- Réplique de la Sainte Maison de Lorette dans l’église de La Santa Casa di Loreto de Catania et le Santuario di Santa Maria di Loreto à Acireale près de Catane en Sicile, au pied de l’Etna. Une autre réplique sicilienne se trouve à Salemi en province de Trapani.
- Église Santa Maria di Loreto de Petralia Soprana de la Province de Palerme en Sicile.
- Église de la Beata Vergine di Loreto, Licata en province d’Agrigente

##### Toscane
- Réplique de la Sainte Maison de Lorette dans l'église Santa Maria Corte Orlandini à Lucca, en Toscane
- Église Santa Maria Lauretana, Seravezza, localité de Querceta, Lucca en Toscane

#### Trentin-Haut-Adige
- Église de la Madonna di Loreto, à Massimeno dans le Trentin-Haut-Adige
- Église de la Madonna di Loreto à Castel Ivano dans le Trentin-Haut-Adige
- Église de la Beata Vergine di Loreto à Lavis en province de Trento dans le Trentin-Haut-Adige
- Chapelle Loreto à Chiusa en province de Bolzano dans le Trentin-Haut-Adige

#### Autres régions d'Italie
- Réplique de la Sainte Maison de Lorette dans l'église San Clemente, sur l'île San Clemente à Venise, datant de 1643.
- Église de la Beata Vergine di loreto, église baroque de Tarvisio dans la région de Frioul-Vénétie Julienne
- Église de la Beata Vergine di loreto, Corbanese dans la commune de Taro en province de Trévise dans la région Vénétie.
- Sanctuaire de la Madonna di Loreto, à Spolète dans la Province de Pérouse, en Ombrie
- Loreto (ou Castello di Loreto) est un lieu-dit de Pérouse, en Ombrie
- Église paroissiale de Notre Dame de Lorette, Reggio de Calabre, en Calabre
- Église de la Madonna di Loreto, via Loreto, Trecroci, Vibo Valentia, province de Vibo Valentia, Calabre
- Église Notre Dame de Lorette de Ozieri en Sardaigne

### Luxembourg
- LorettoKapelle, Clervaux, Luxembourg

### Pays-Bas

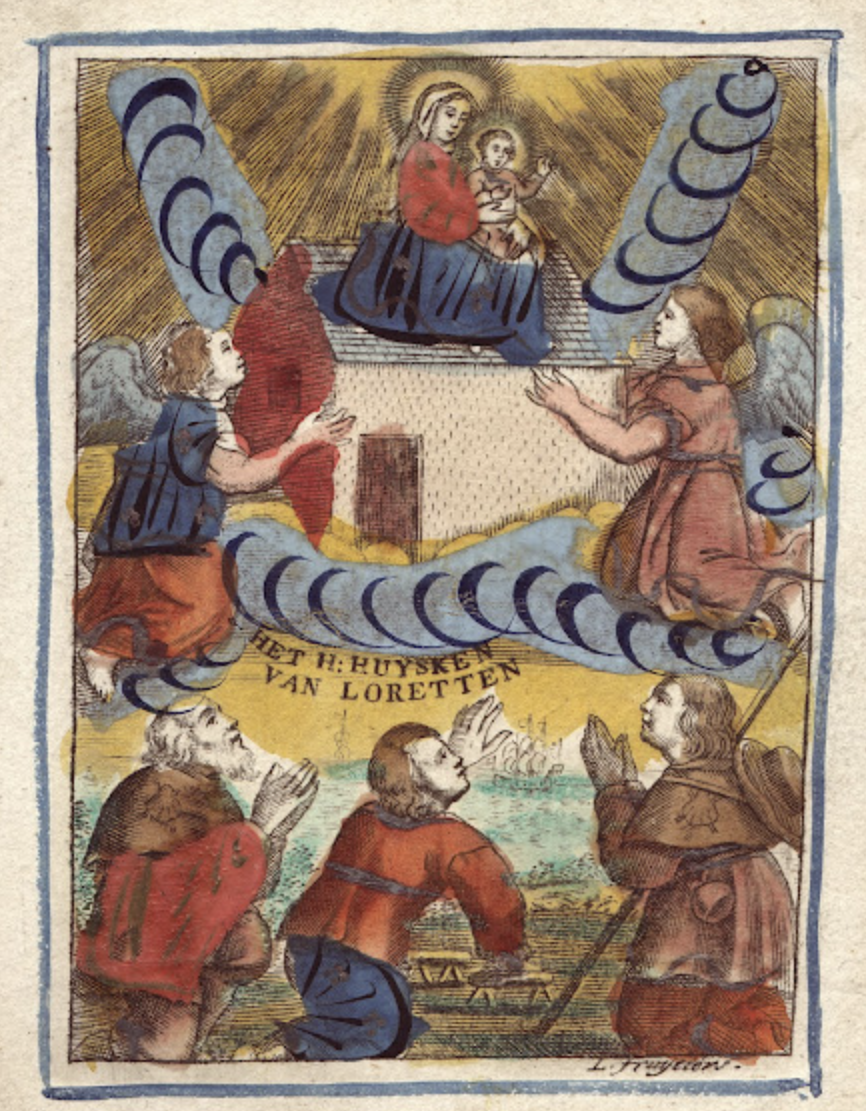
Notre Dame de Lorette, Lodewyk Joseph Fruytiers, Amsterdam, fin XVII°

### Pologne

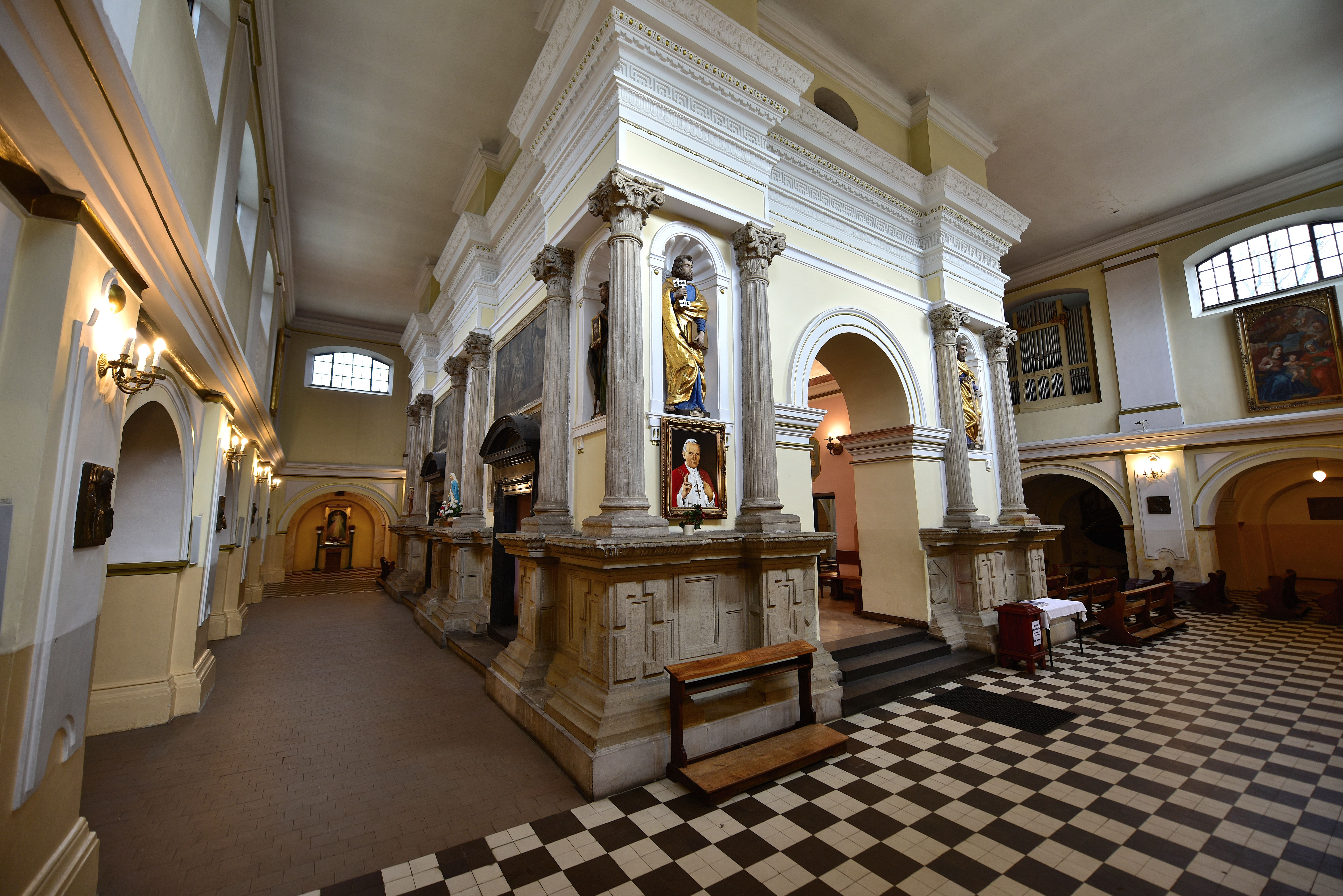
Réplique de la Sainte Maison de Lorette dans le quartier Praga de la ville de Varsovie
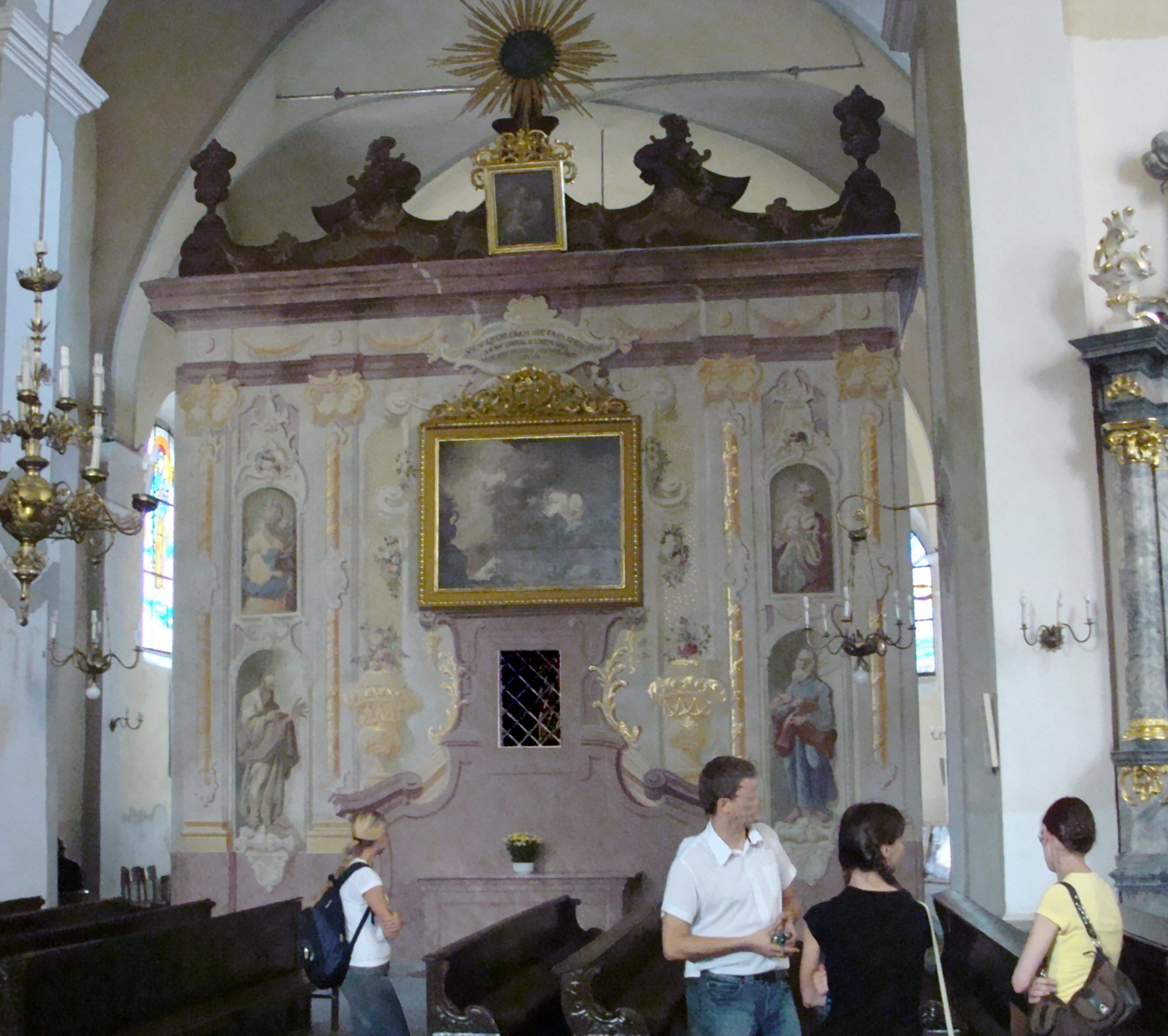
Réplique de la Sainte Maison de Lorette de Glogowek
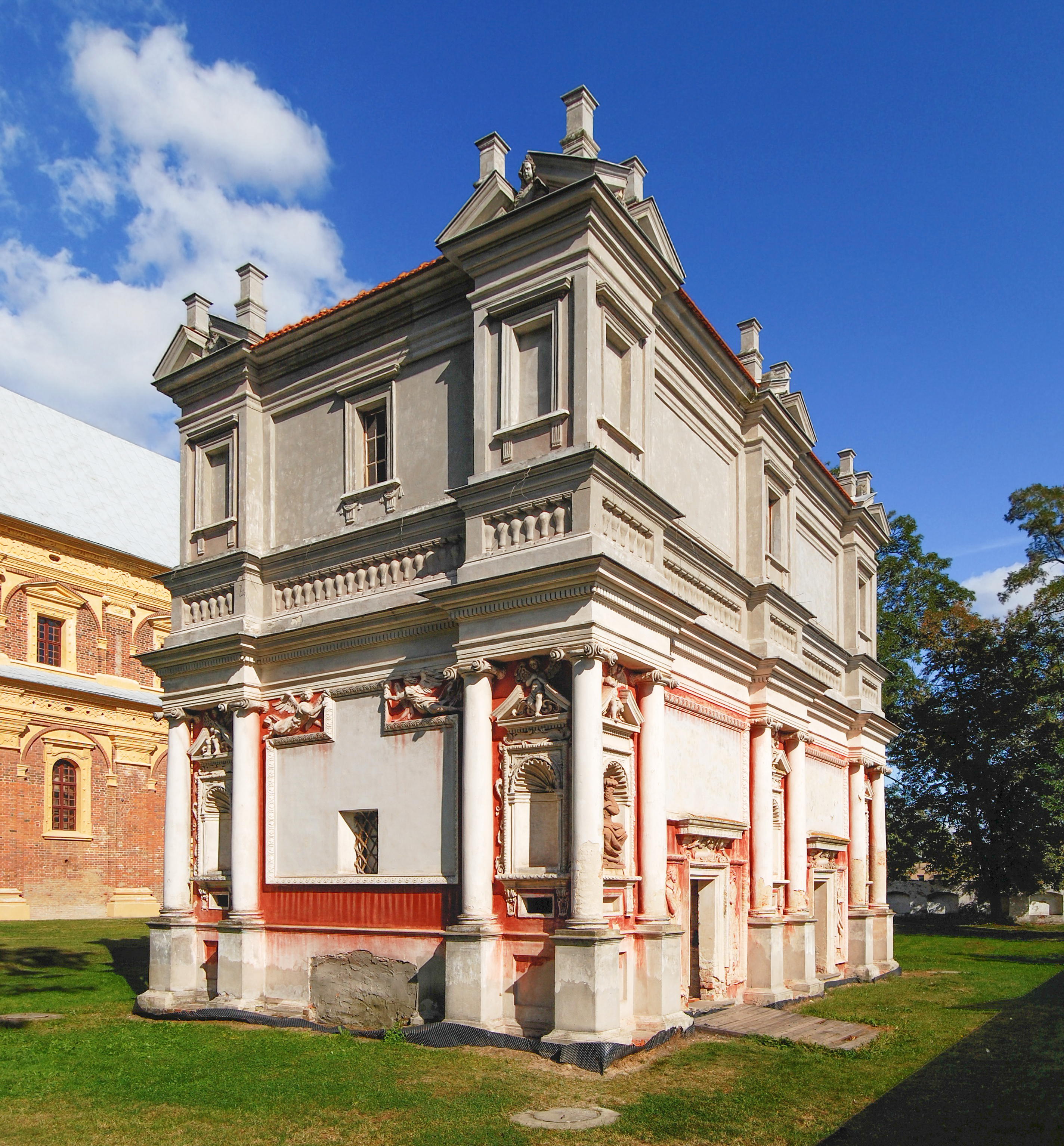
Réplique de la Sainte Maison de Lorette de Gołąb dans la Voïvodie de Lublin, dans l’Est de la Pologne
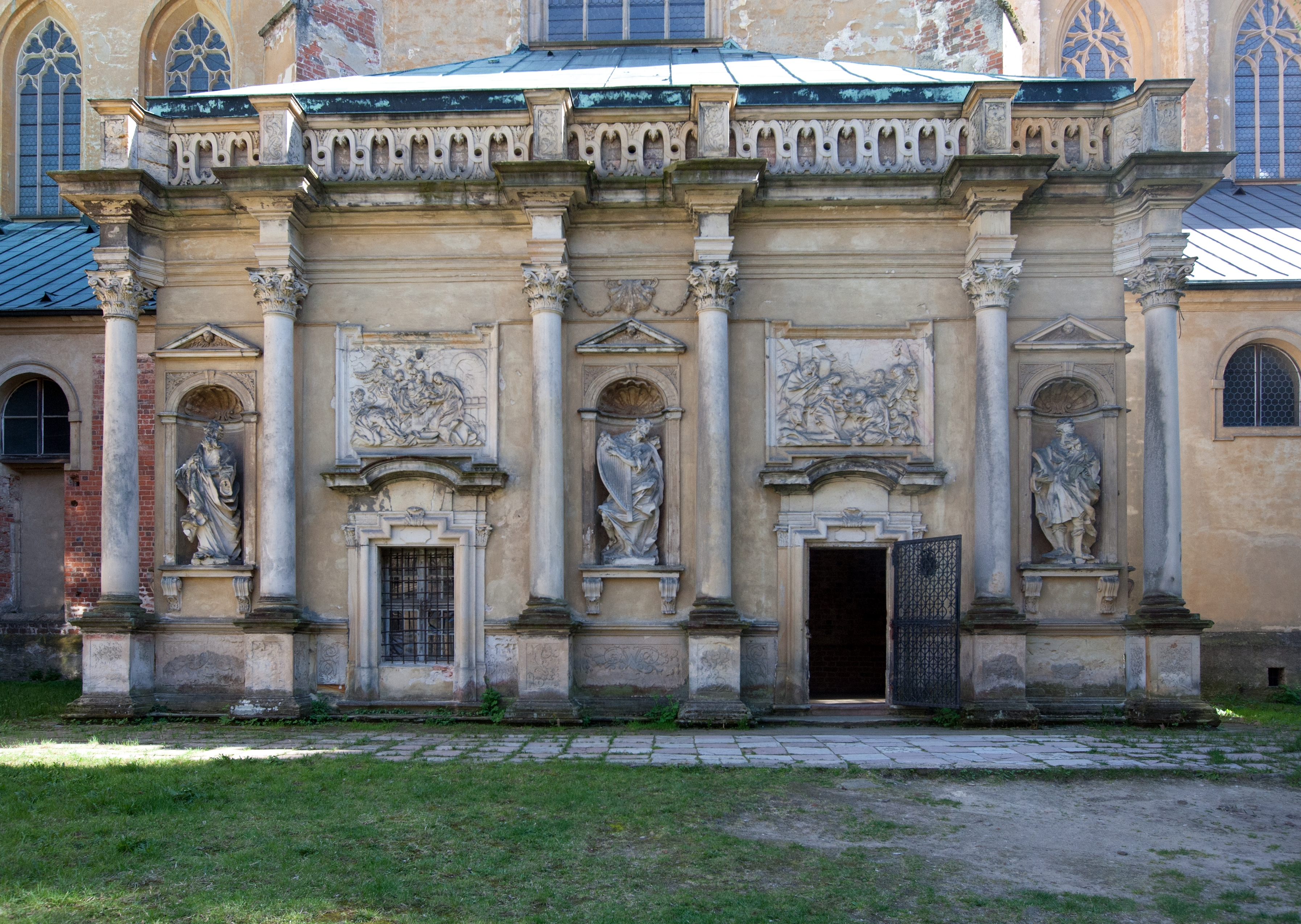
Réplique de la Sainte Maison de Lorette dans l’abbaye de Lubiąż

- Réplique de la Sainte Maison de Lorette dans l’abbaye de Lubiąż (1710)
- Réplique de la Sainte Maison de Lorette de Gołąb, dans la voïvodie de Lublin, situé dans l'est de la Pologne.
- Réplique de la Sainte Maison de Lorette à Varsovie
- Réplique de la Sainte Maison de Lorette à Cracovie (1712)
- Le sanctuaire de Notre Dame de Lorette de Piotrkowice dans la Voïvodie de Sainte-Croix
- La chapelle de la sainte Maison de Lorette de Głogówek, Silesie (1630)
- La chapelle de Lorette dans la basilique de l’Assomption à Krzeszów en Basse-Silésie
- La chapelle de Lorette dans l'église de St. Jerzy et St. Wojciech à Klodzko
- La chapelle de Lorette de Wojnicz (1905)
- La chapelle de Lorette à Nowa Ruda (1765)
- La chapelle de Lorette de Żagań (1768)
- Église de Notre-Dame-de-Lorette de Chodel (Opole Lubelskie) (à l’état de ruine)
- Loretto (pl) est un village situé dans la voïvodie de Mazowieckie, dans la commune de Wyszków où se trouve le sanctuaire de Notre-Dame-de-Lorette.

### Portugal

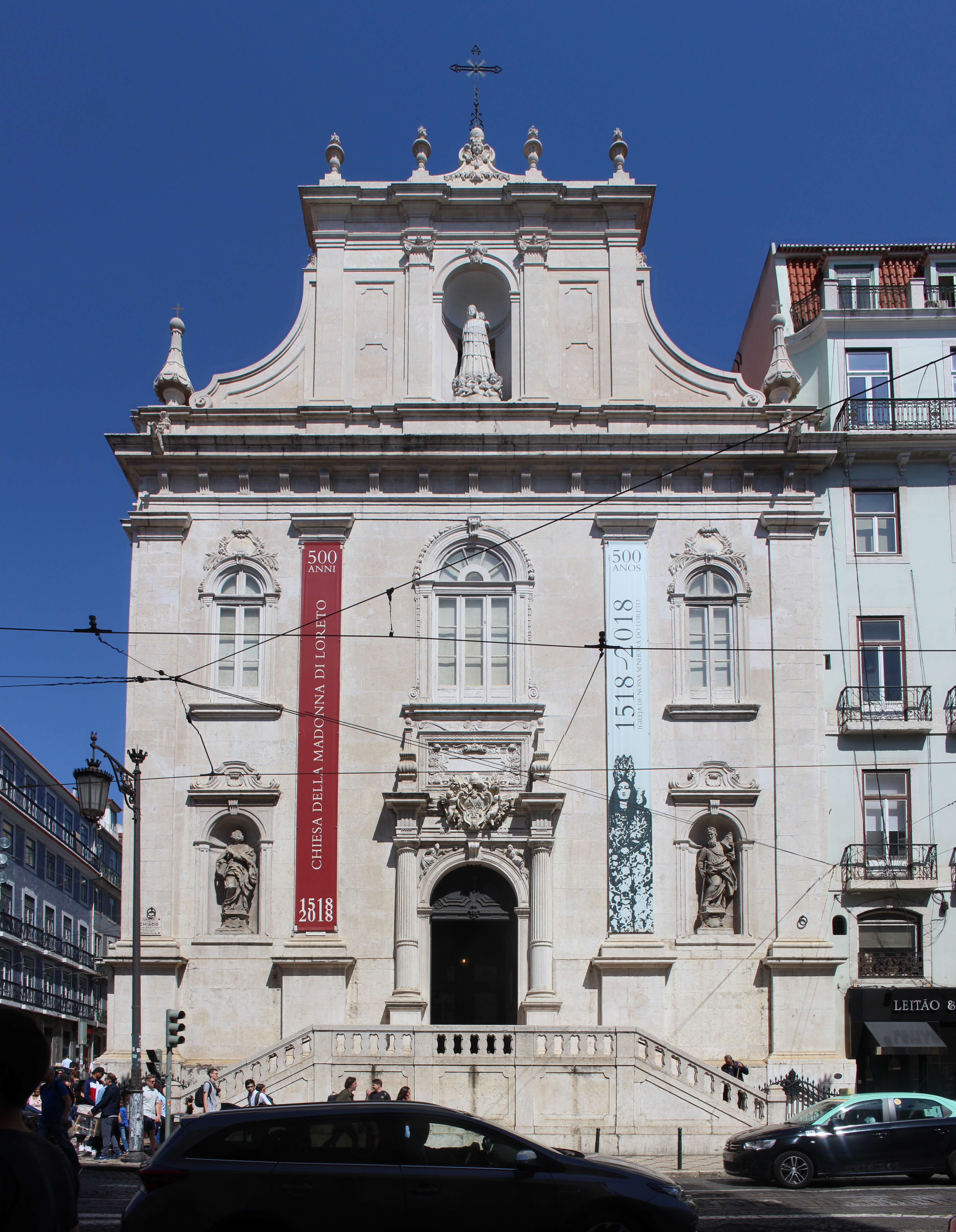
Façade de Nossa Senhora do Loreto à Lisbonne

- Église de Nossa Senhora do Loreto dos italianos, Largo do Chiado, rua da Misericordia à Lisbonne, Portugal.
- Igreja de Nossa Senhora do Loreto, Almoinhos près l'Embarcadouro de Juromenha à la frontière avec l’Espagne
- Rue et avenue Nossa Senhora do Loreto, Lousada
- Loreto est un quartier et une rue de Coimbra

### République tchèque

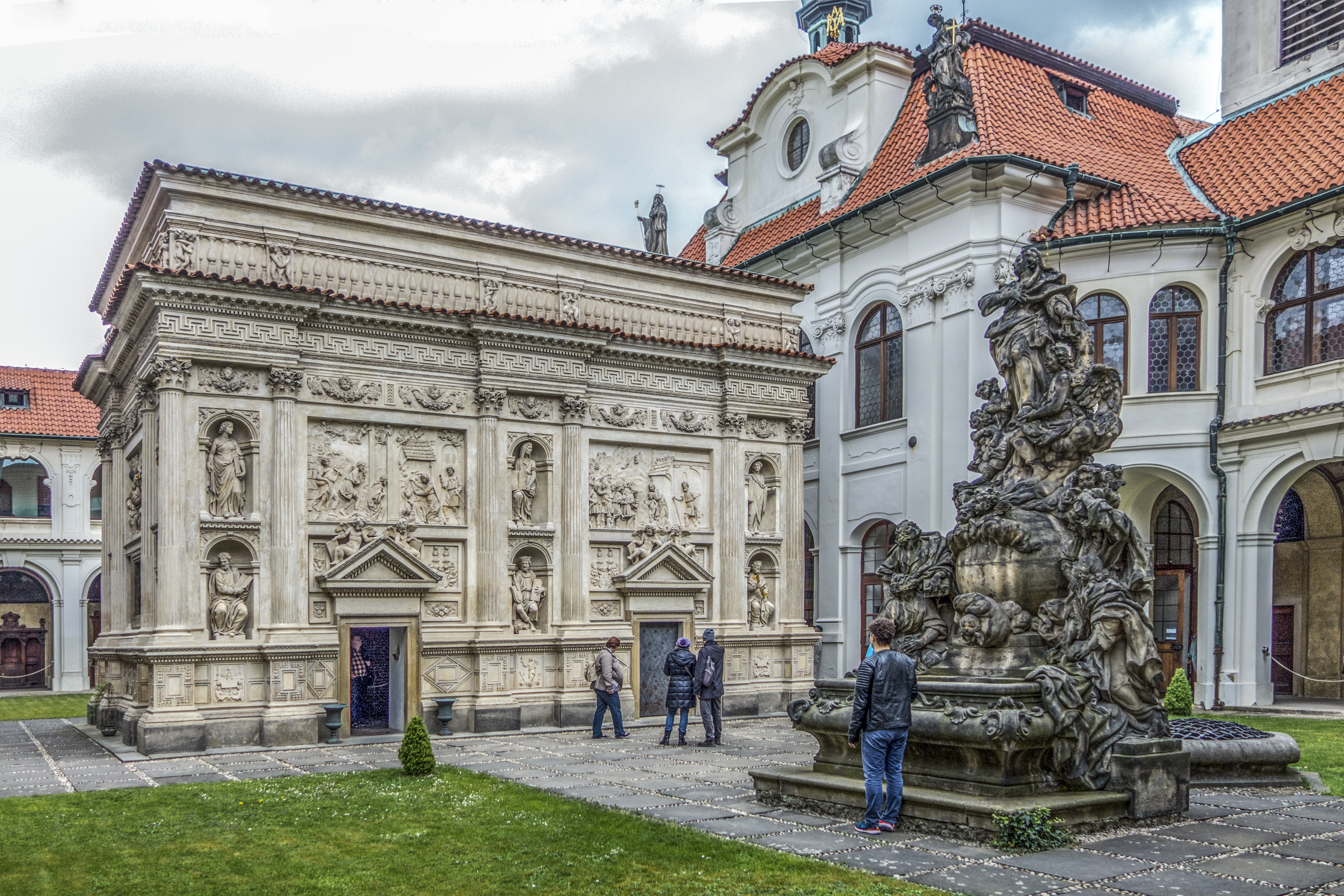
Sanctuaire Notre-Dame-de-Lorette, Prague
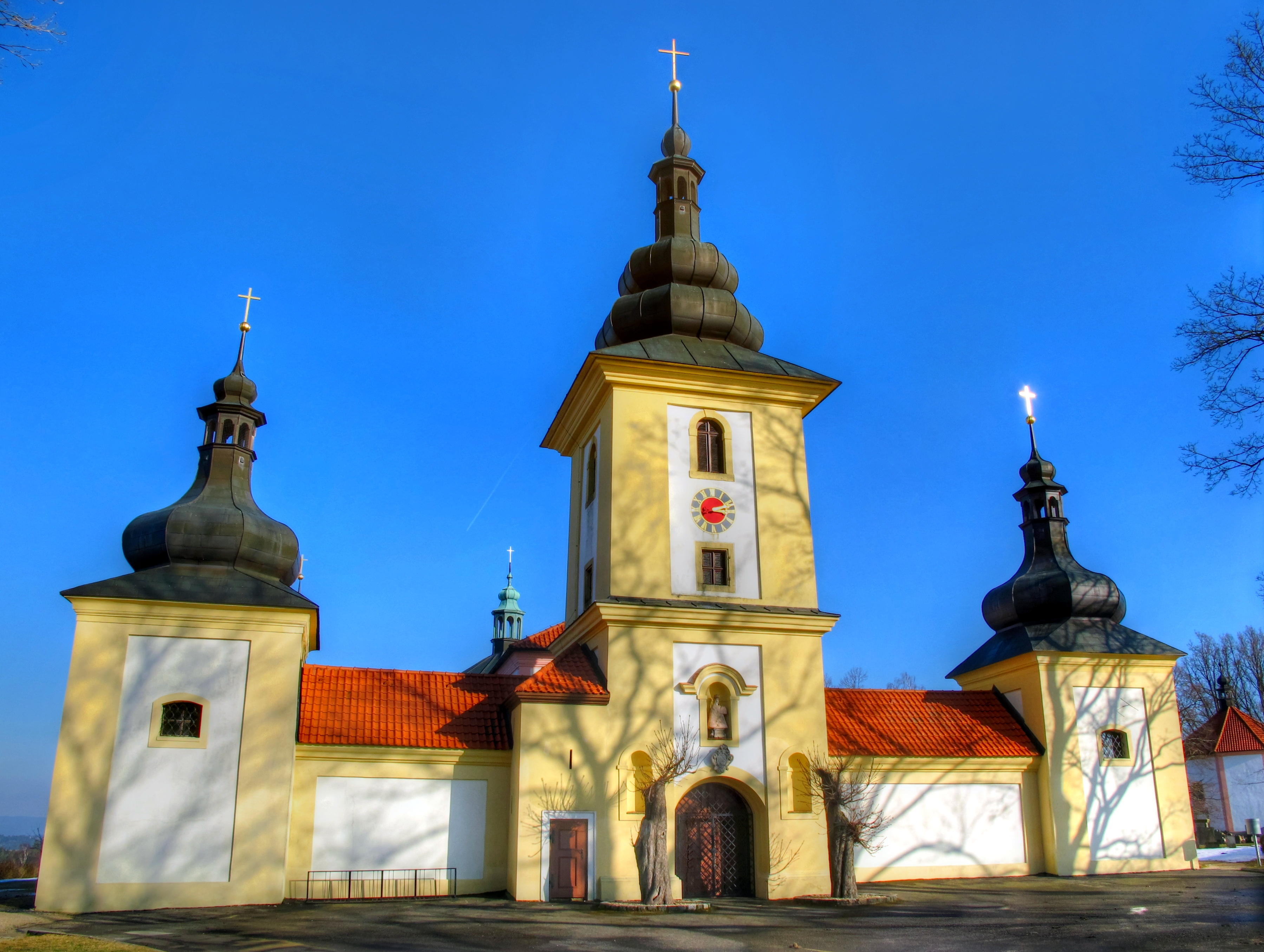
Église Maria Loreto de Starý Hrozňatov dans le District de Cheb
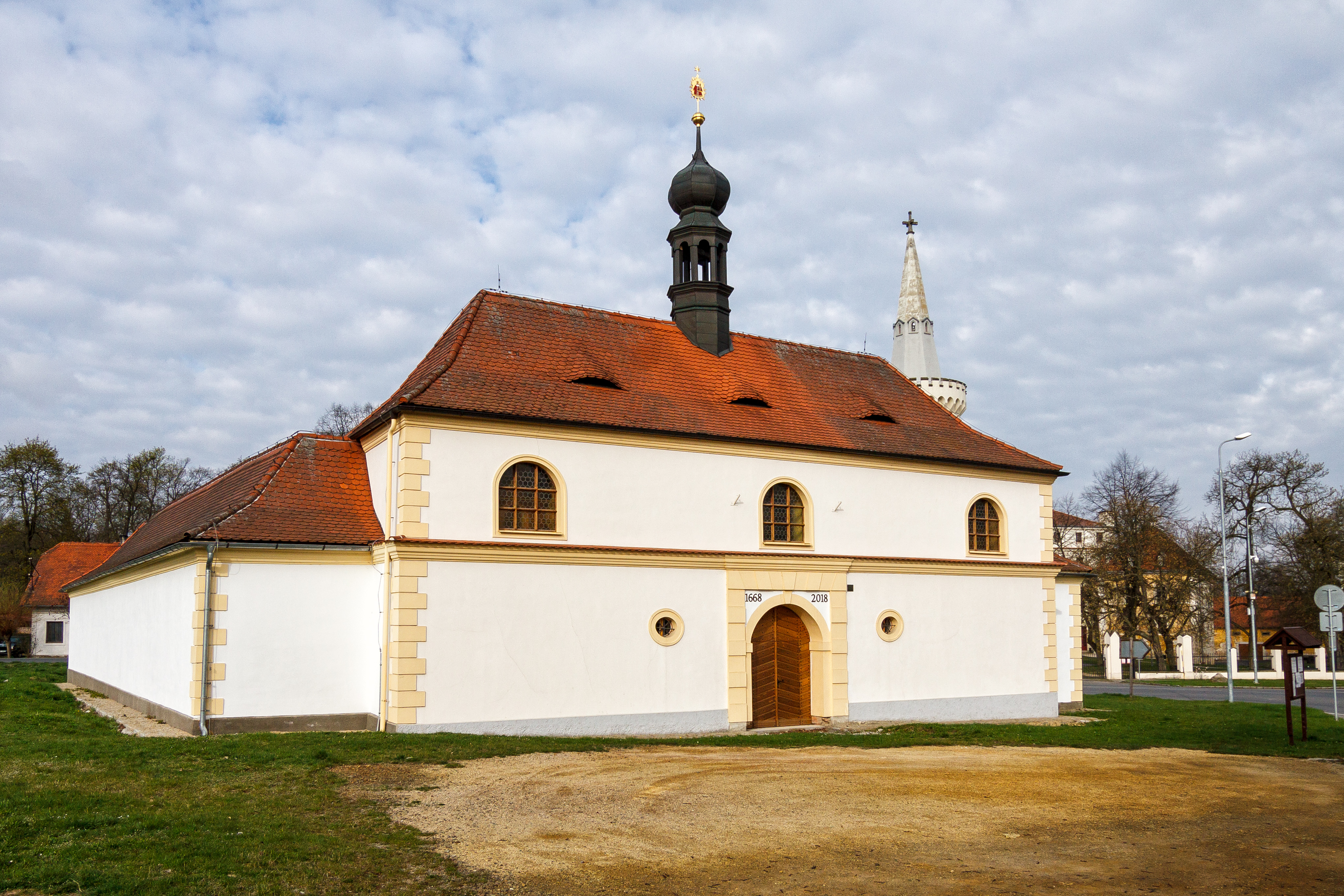
La chapelle de Lorette de Bor (district de Tachov)

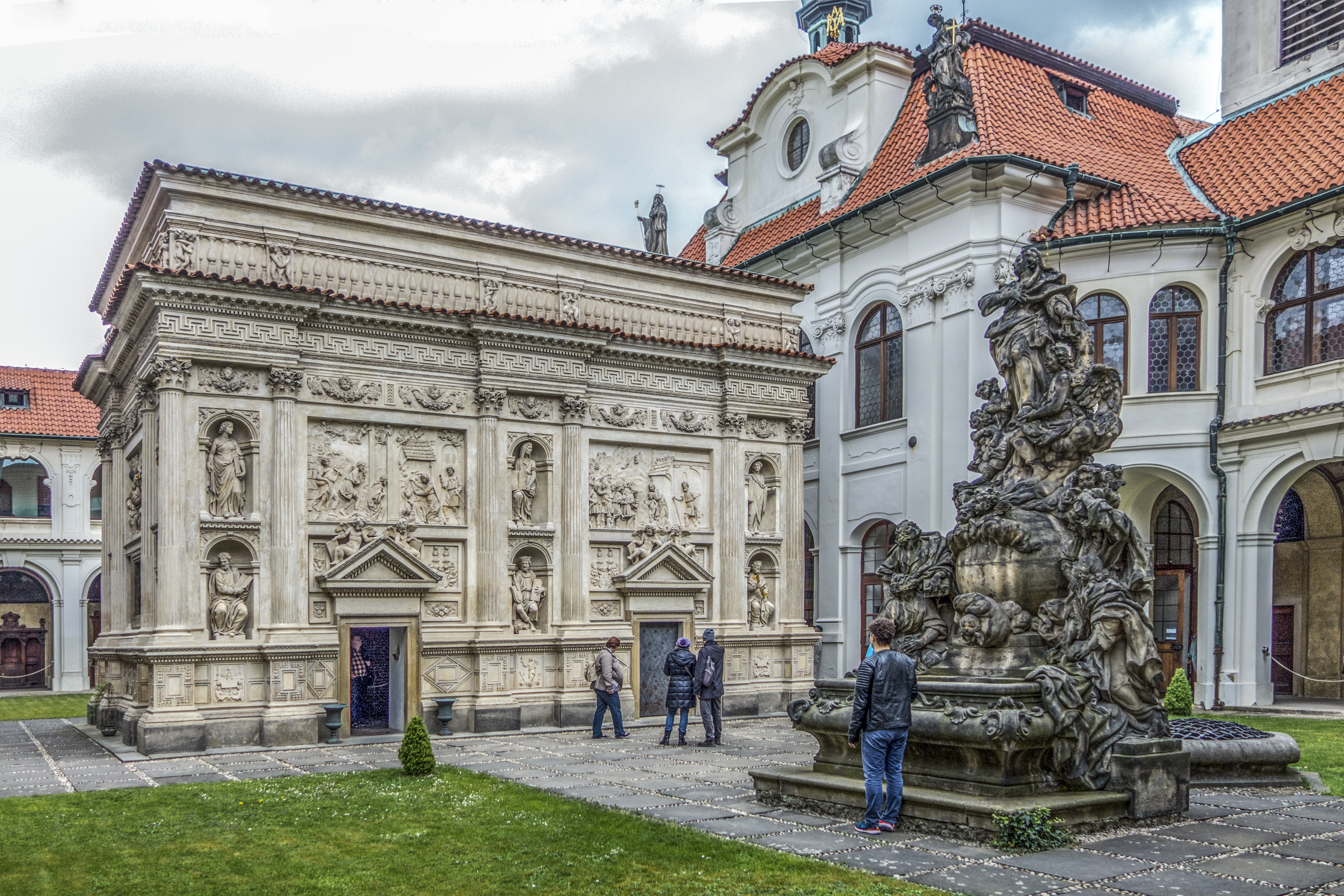
Sanctuaire Notre-Dame-de-Lorette de Prague.

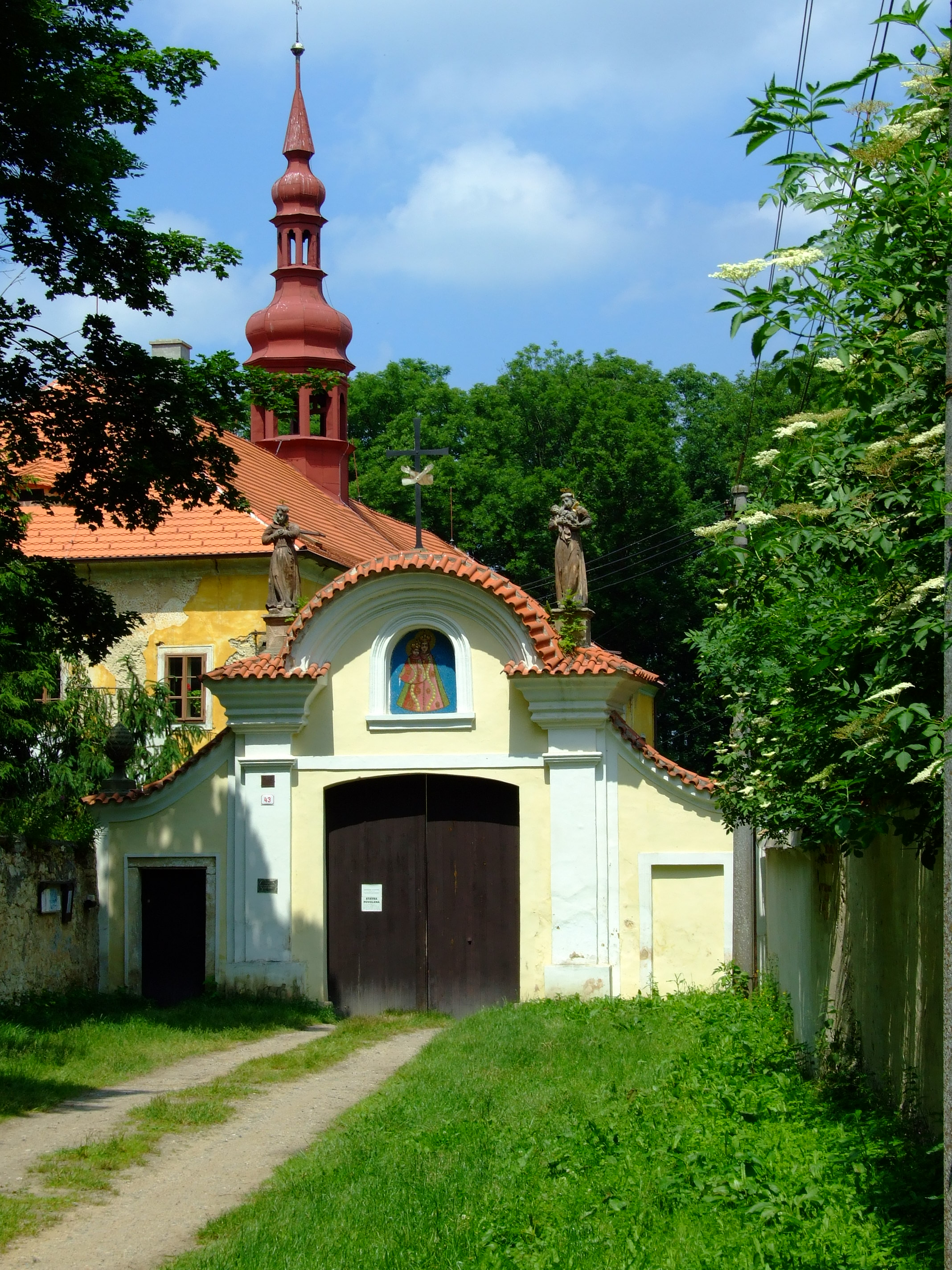
Cloître Hájek de Prague

- Réplique de la Santa Casa (1626) et Sanctuaire Notre-Dame-de-Lorette de Prague dans le quartier historique de Hradčany et
- Réplique de la Santa Casa dans l’église de saint Jean et de Loreto à Brno (1716)
- La chapelle de Lorette du cloître Hájek de Prague (1630)
- La chapelle de Lorette de Mikulov (env. 1650)
- Église Maria Loreto de Starý Hrozňatov dans le District de Cheb (1663)
- Église des pèlerins de Maria Loreto de Bor (district de Tachov) (1668)
- La chapelle de Lorette im ehemaligen Augustinerkloster in Böhmisch Leipa (Česká Lípa) (1698)
- La chapelle de Lorette de Rumburk (1704)
- La chapelle de Lorette dans la Minoritenkirche de Brünn (1733)
- La chapelle de Lorette de Týnec (Bezirk Klatovy) (1783)

### Slovaquie, Croatie

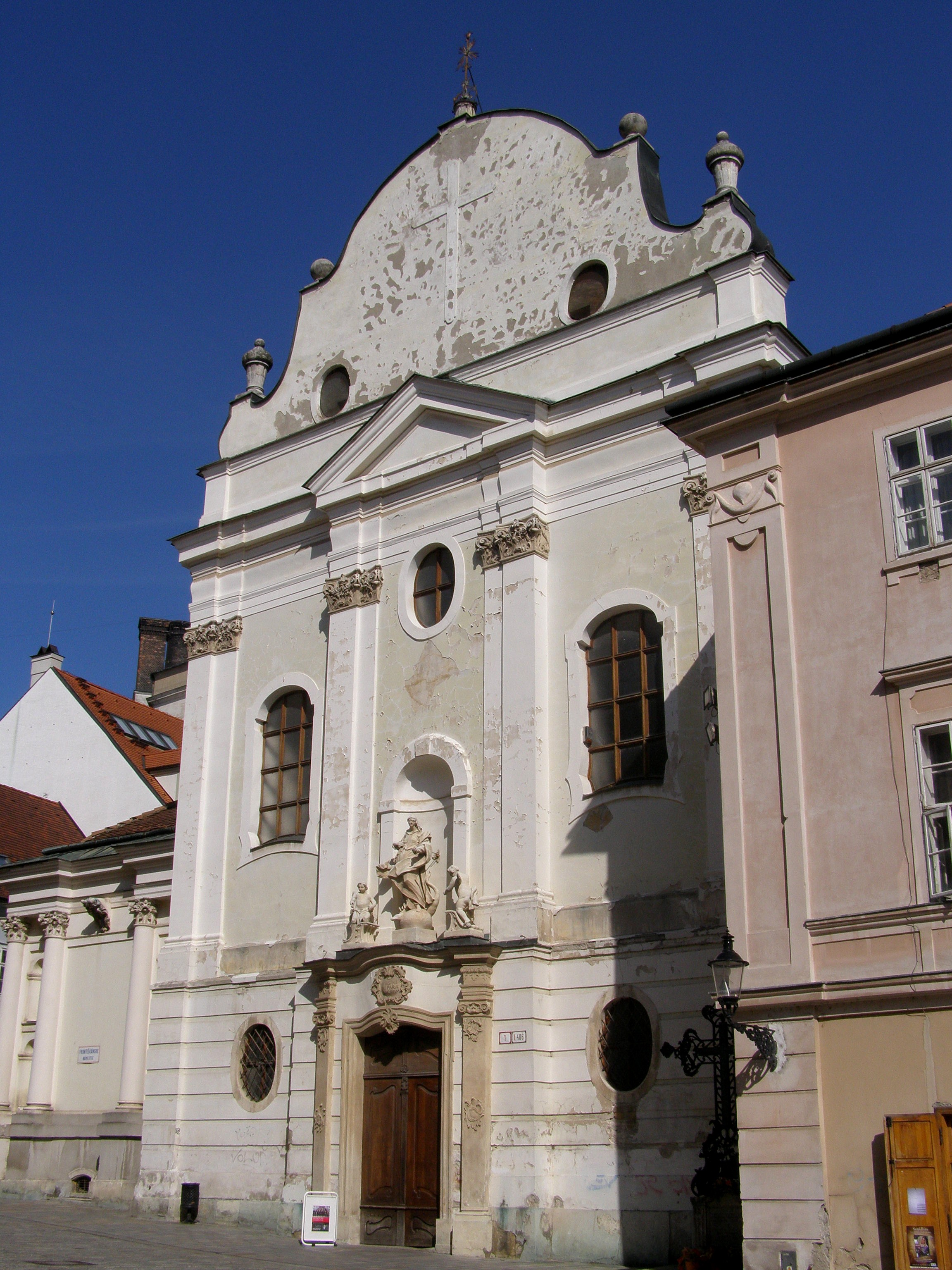
Église franciscaine de Bratislava
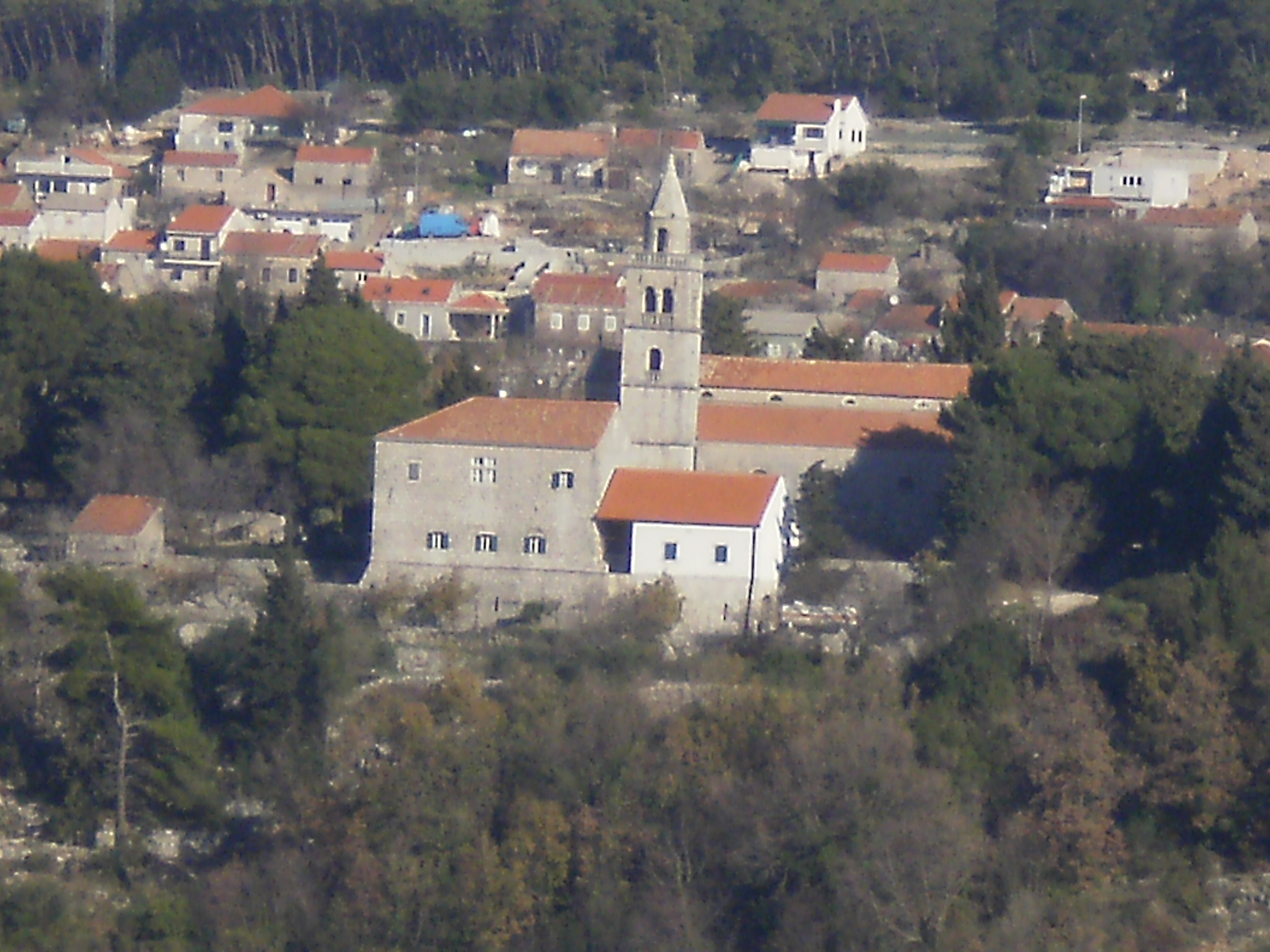
Cloître franciscain de Kuna dédié à Notre-Dame de Lorette
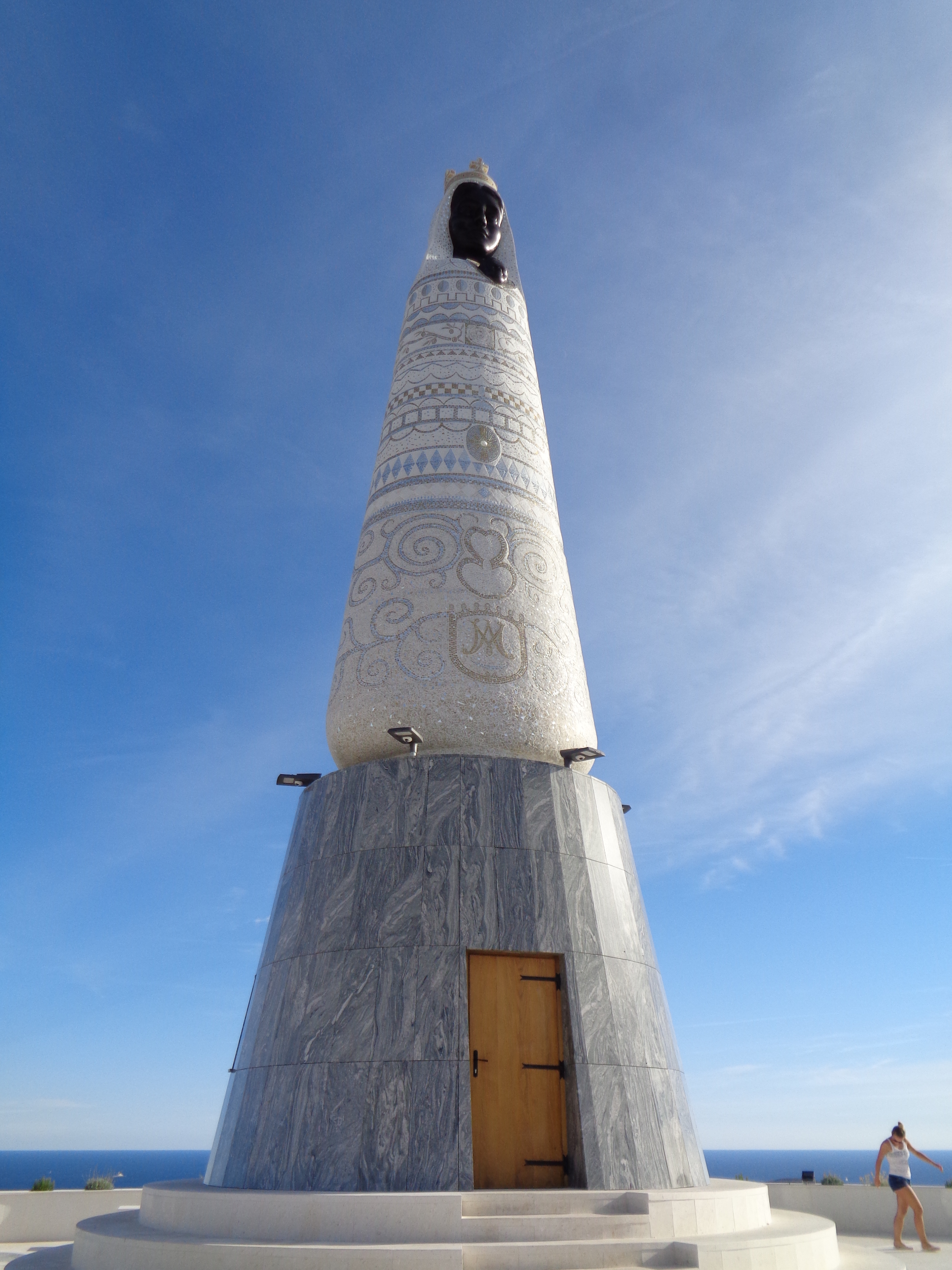
La statue de la Madone de Lorette de Primosten en Croatie

- La chapelle de Lorette de l’église franciscaine de Bratislava - Slovaquie (1756)
- Église Gospa Loretska du cloître franciscain d'Ortsteil Kuna Peljeska en Croatie (1705)
- La statue de Notre-Dame-de-Lorette de Primosten en Croatie
- Il existe une réplique de la Sainte Maison de Lorette réalisé par des capucins à Varaždin, Croatie (près de la frontière hongroise)

### Suisse

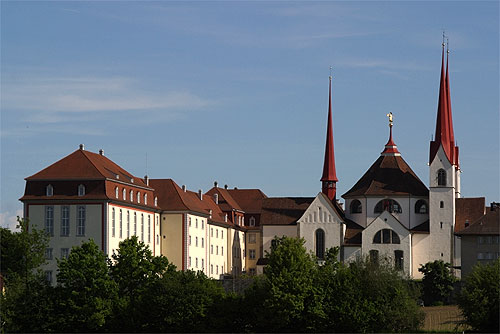
Monastère de Muri
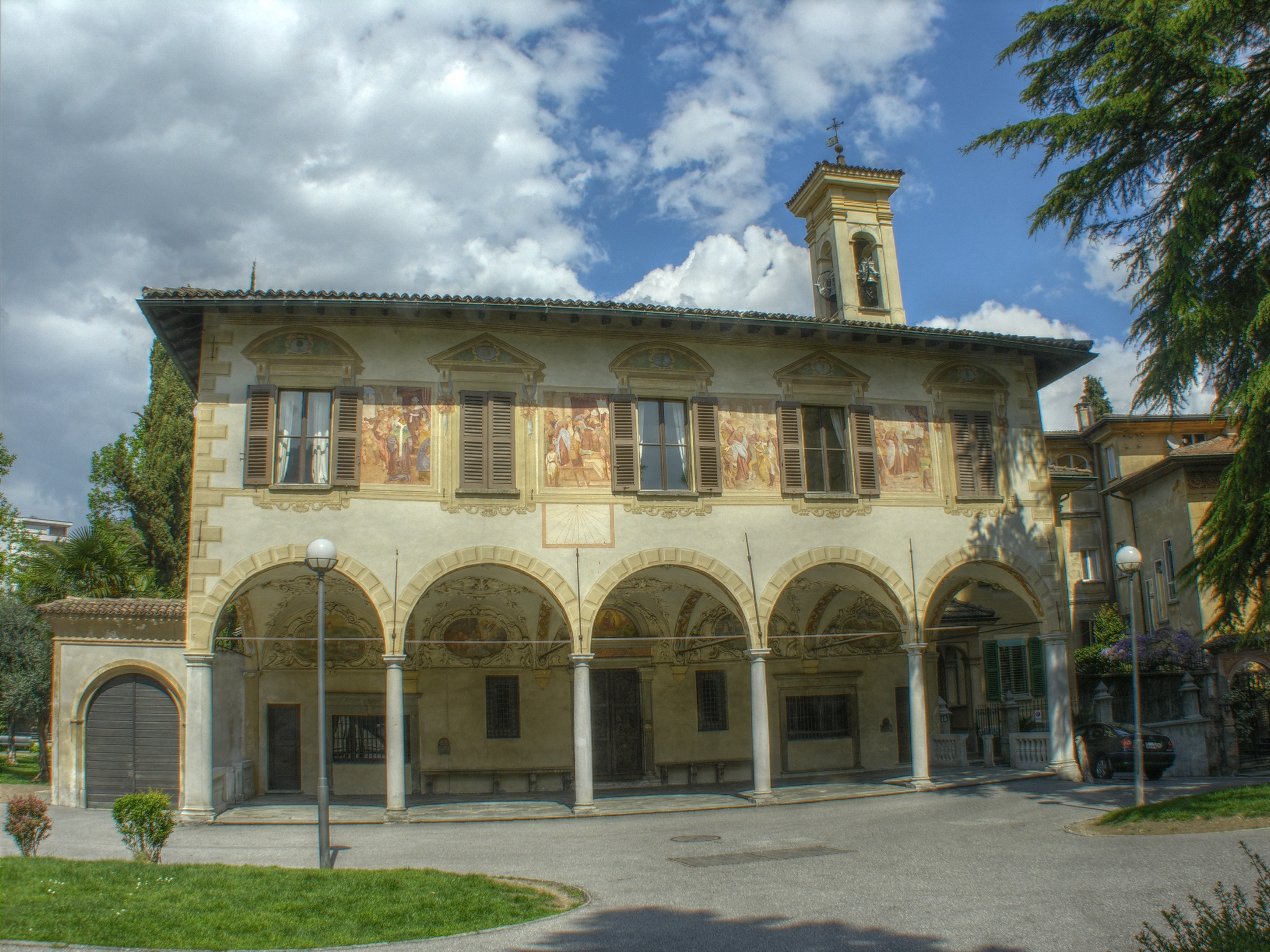
Église Santa Maria di Loreto à Lugano
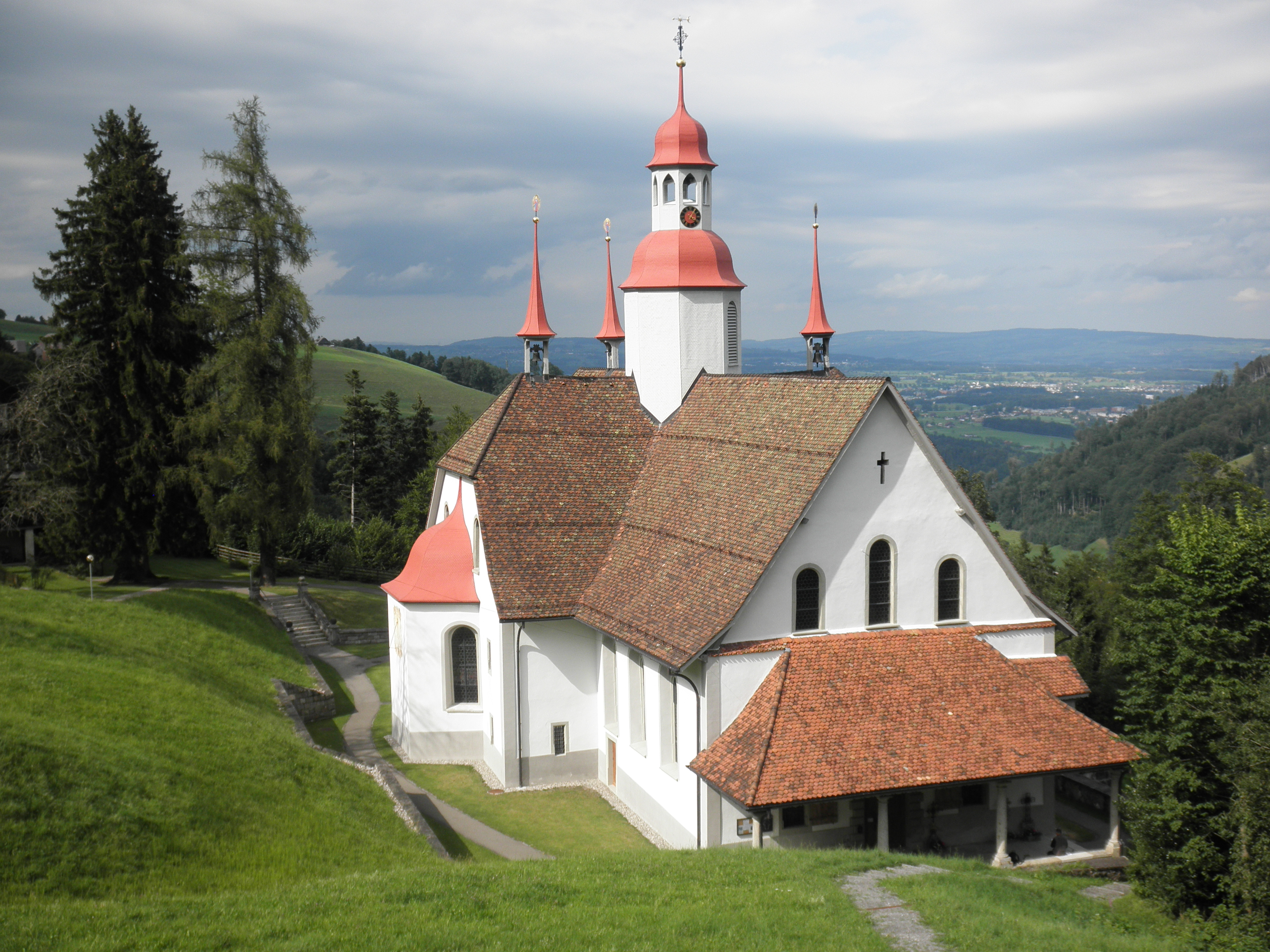
Église « Unserer Lieben Frau » d'Hergiswald
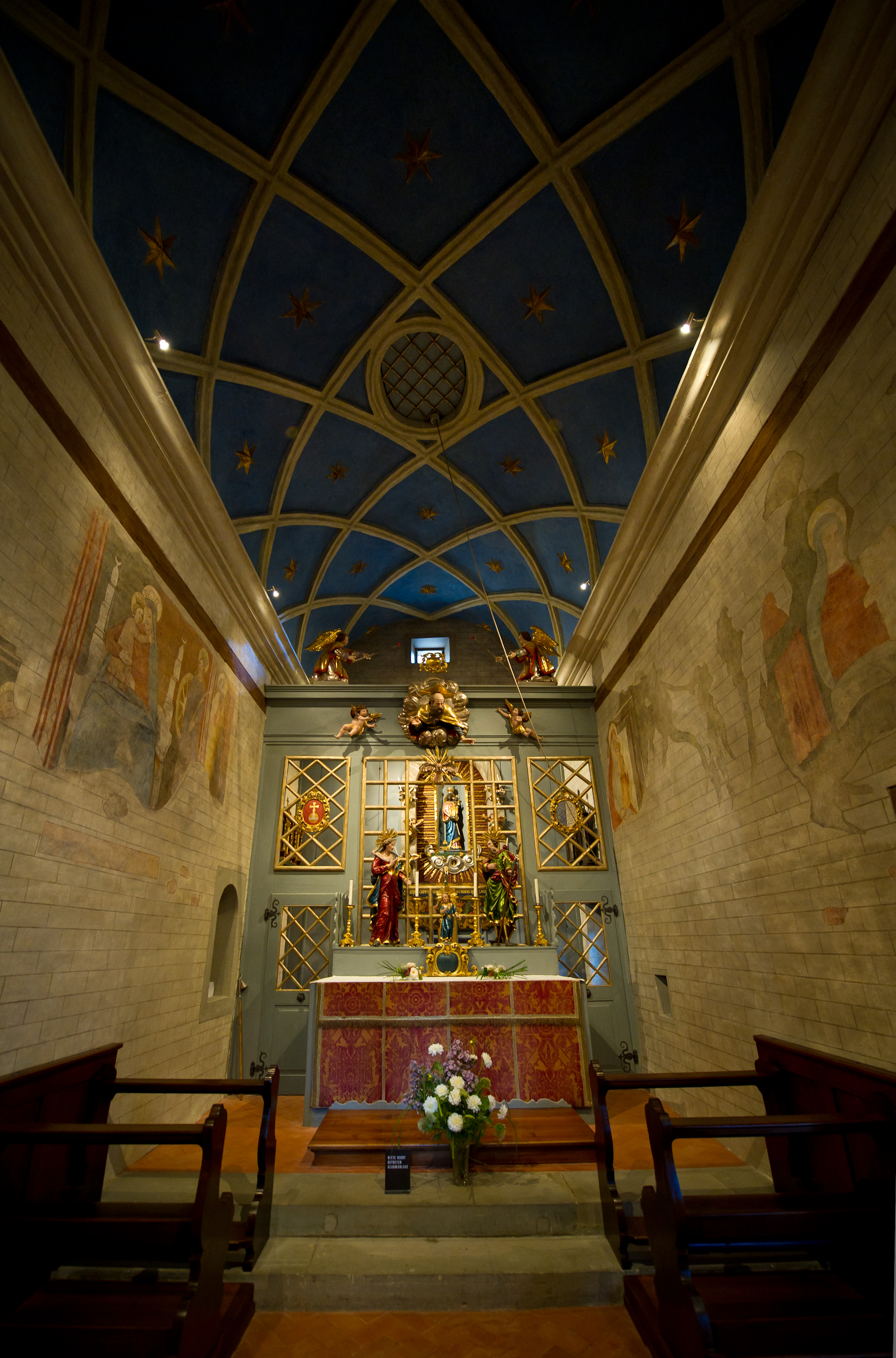
Reconstitution de la Sainte Maison de Lorette dans l'église « Unserer Lieben Frau » d'Hergiswald
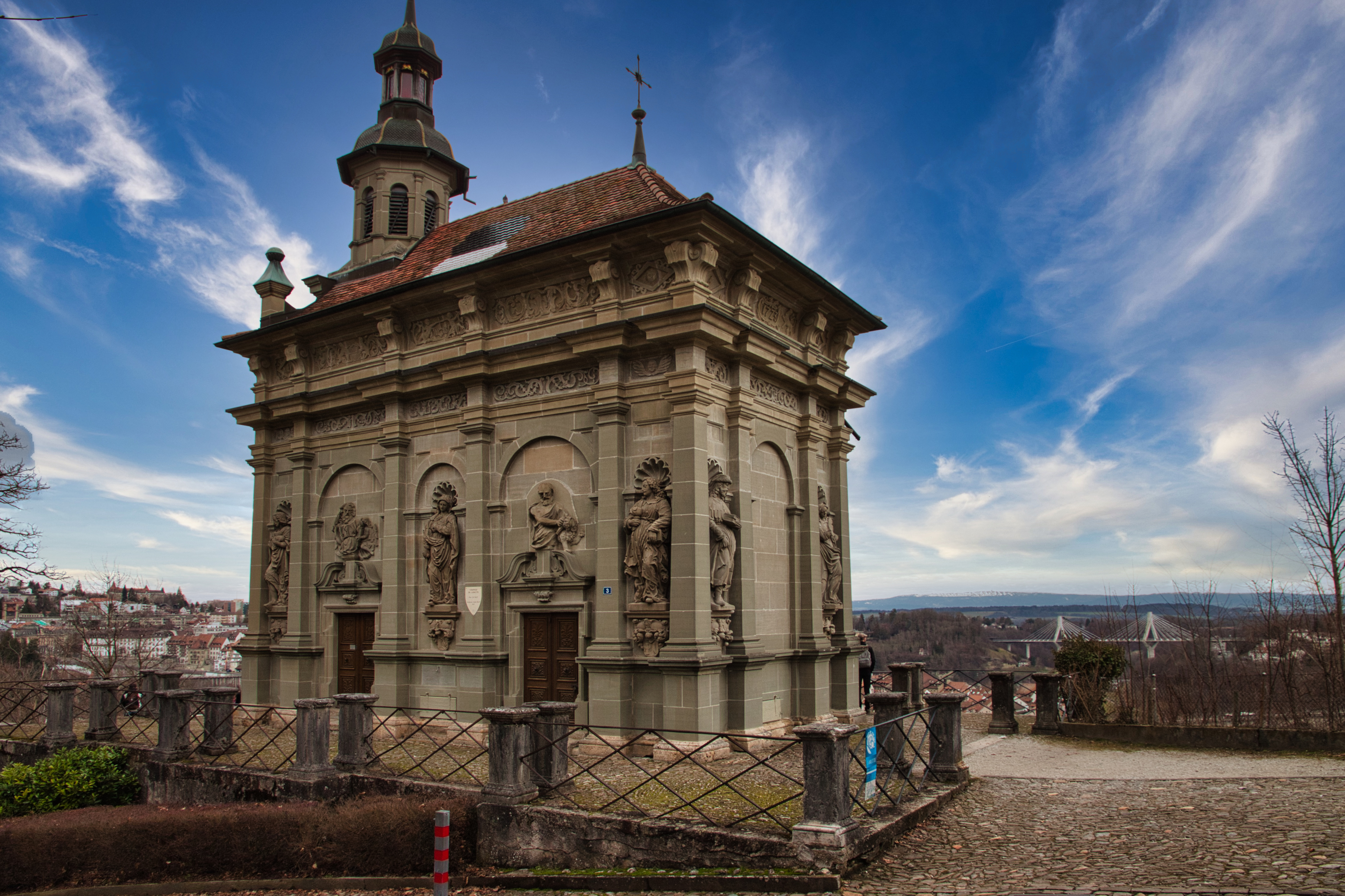
Notre-Dame de Lorette à Fribourg, œuvre (1647-1648) de l'atelier des frères Reyff

- La chapelle Lorette de Fribourg (Suisse) (1648)
- La chapelle Lorette dans l’église des pèlerins d'Hergiswald (Kriens) (1648)
- La chapelle Lorette (Geistliches Zentrum Loretto Solothurn) de Solothurn (1649)
- La chapelle Lorette auf dem Ennerberg, Buochs (Nidwalden)
- La chapelle Lorette à Bürglen (Uri) (1661)
- La chapelle Lorette Klingnau (1662)
- La chapelle Lorette (Leibstadt) (1672)
- La chapelle Lorette à Lichtensteig (Toggenburg) (1678)
- La chapelle Lorette à Mägenwil (1699)
- La chapelle Lorette (monastère de Muri), Aargau (1698), seit 1970 mit Habsburgergruft
- La chapelle de la Paroisse Maria Lauretana in Sarnen/OW, Dorfplatz (1556)
- La chapelle Lorette Chromen in Tuggen (1693)
- La chapelle Lorette de Rothenthurm SZ (1701)
- La chapelle Lorette in Zug, an der Löbernstrasse (1703)
- La chapelle de Lorette, Porrentruy
- Église Santa Maria di Loreto, via Loreto, à Lugano (1499)
- Église de la Madone de Loreto, à Sonvico dans le District de Lugano (1636)
- Chapelle Notre-Dame-de-Lorette, dans le Canton du Jura

## Amérique du Nord

### États-Unis
- Our Lady of Loreto Church, 24 Fair Street, Cold Spring, New York
- Our Lady-presentation & Loreto, 1677 St Mark Avenue, Brooklyn, New York.
- Une ville baptisée Loretto se trouve en Pennsylvanie (États-Unis),
- Loretto est un borough du Comté de Cambria en Pennsylvanie (EU)
- Our Lady of Loreto Church, 104 Greenwich St, Hempstead,
- Our Lady of Loreto Church, 346 Waterman Avenue, East Providence
- Our Lady of Loreto Church, 12 Ardsley Road, Waterbury, Connecticut
- Our Lady of Loreto church and School, Arapahoe, Aurora, Colorado
- Our Lady of Loreto Parish, 37 Massasoit Road, Worcester
- La ville de Loretto doit son nom aux sœurs de Lorette, une congrégation catholique (1812) dans la ville voisine de St. Mary’s, dans le Tennessee (États-Unis).
- Loretto est une ville américaine située dans le Comté de Hennepin, dans le Minnesota.
- Loretto est une localité du Comté de Marion dans l’état du Kentucky (EU).
- La Loretto chapel et la Loretto Academy à Santa Fe, New Mexico (EU)

### Canada
- La Loretto Abbey de Toronto au Canada.
- Loretteville est un quartier de la ville de Québec.
- L'Ancienne-Lorette est une ville du Québec, située dans l'agglomération de Québec et Saint-Ambroise-de-la-Jeune-Lorette est une ancienne municipalité du Québec.
- Notre-Dame-de-Lorette est une municipalité du Québec, (Canada), faisant partie de la municipalité régionale de comté de Maria-Chapdelaine, située dans la région administrative de Saguenay–Lac-Saint-Jean.
- Le mont Lorette est un sommet de 2 487 mètres situé au centre du pays de Kananaskis dans les Rocheuses canadiennes de l'Alberta, au Canada
- Lorette, est une ville de la province du Manitoba au Canada.

### Mexique
- Loreto est une ville de la Basse-Californie du Sud
- Loreto est une municipalité de l'État de Zacatecas
- Loreto est une avenue à Santa Anita, Jalisco
- Église Nuestra Señora de Loreto à Loreto et Musée jésuitique de Loreto, de la Basse Californie du Sud.
- Église Notre-Dame de Loreto datant de 1686, place Loreto à Mexico.
- Templo de Nuestra Señora de Loreto en Bacadéhuachi, Sonora
- Templo de Nuestra Señora de Loreto, Guadalajara, Jalisco
- Chapelle de la Vierge de Lorette, Colonia Loreto, Río Grande, Zacatecas, capitale de l’État du même nom.
- Capilla de Loreto à San Luis Potosi, État de San Luis de Potosi
- Capilla de Loreto et le Fuerte de Loreto, à Puebla, capitale de l’État du même nom
- Santa Casa de Loreto de San Miguel el Grande à Guanajuato, capitale de l’État du même nom

## Amérique du Sud

### Argentine
- Loreto est un village et une municipalité de la Province de Misiones situé dans le département de Candelaria
- Loreto, ville de l'État de Santiago del Estero.
- Loreto, département de l'État de Santiago del Estero.
- Loreto, ville de l'État de Corrientes.
- Parroquia Vírgen De Loreto à San Salvador de Jujuy
- Capilla Virgen de Loreto, Lago del Desierto en Patagonie
- Parroquia Nuestra Señora de Loreto, Municipalidad Nuestra Señora De Loreto, Corrientes
- Rue Nuestra Señora de Loreto, Villa Raffo, Ville Autonome de Buenos Aires
- Parroquia Nuestra Señora de Loreto, Sarandi, province de Buenos Aires

### Bolivie
- Loreto, localité du département de Beni et le chef-lieu de la province de Marbán.
- Capilla de la Virgen de Loreto, La Paz
- La place Loreto, le court Loreto et le parc Loreto à El Alto, département de La Paz

### Brésil
- Loreto est une municipalité brésilienne située dans l'État du Maranhão.
- Église Nossa Senhora de Loreto, Jacarepaguá de Rio de Janeiro.
- Église Nossa Senhora de Loreto, Morada Nova de Minas, Minas Gerais.
- Église Nossa senhora de Loreto, Ilha dos Frades, Bahia.
- Avenue Nossa Senhora do Lorêto - Vila Medeiros à São Paulo
- Avenue Nossa Senhora do Lorêto, Jaboatão dos Guararapes
- Rue Nossa Senhora do Loreto - Vila Iracema, São José dos Campos dans l’État de São Paulo
- Rue Nossa Senhora do Loreto, Ouro Minas, Belo Horizonte, Minas Gerais
- Rue Nossa Senhora do Loreto, Lagoa Nova, Natal, Rio Grande do Norte
- Loreto est un lieu-dit de São Vicente do Sul dans l’État du Rio Grande do Sul
- Loreto est un lieu-dit de Caxias do Sul dans l’État du Rio Grande do Sul
- Salão Paroquial Nossa Senhora de Loreto à Caxias do Sul dans l’État du Rio Grande do Sul

### Chili
- rue Nuestra Senora de Loreto, La Florida, région métropolitaine de Santiago
- Collège Nuestra Señora de Loreto, Las Condes
- Église Notre-Dame-de-Lorette d’Achao, Progreso 04, Quinchao, Los Lagos

### Équateur
- Loreto est un canton de la province de l’Orellana en Équateur.
- Église de Nuestra Señora de Loreto de Guayaquil dans la province de Guayas

### Panama
- Capilla Virgen de Loreto près l’aéroport international de Tocumen

### Paraguay
- Nuestra Señora de Loreto est une ancienne réduction jésuite fondée en 1633, à la suite du déplacement des missions jésuites du Paraguay vers le sud du Paraná. Ses ruines se trouvent en Argentine, dans la commune actuelle de Loreto, département de Candelaria dans la province de Misiones.
- Parroquia Virgen de Loreto à Luque
- Capilla Virgen de Loreto, Itapua / Nueva Alborada
- Capilla Virgen de Loreto à Santa Rosa, Misiones

### Pérou
- Loreto est également une région entière du Pérou.
- Capilla de Nuestra Señora de Loreto, à Cuzco dans la région du même nom.

## Asie

### Inde
- Our Lady of Loreto Church, Loretto Padavu, Bantwal Taluk, 574211, Karnataka
- Our Lady of Loreto Church, Melvizhi, 606206, Tamil Nadu
- Our Lady of Loreto, Nalur, 606302, Tamil Nadu

### Philippines
- Loreto est une commune des Philippines dans les îles Dinagat.
- Loreto est une municipalité de la province d'Agusan del Sur, aux Philippines
- Loreto, municipalité de la province de Surigao del Norte aux Philippines
- Archdiocesan Shrine of Our Lady of Loreto - Figueras St, Sampaloc, Manila City (Archdiocese of Manila)
- Our Lady of Loreto Chapel, Sales Road, Pasay, Metro Manila

## Galerie

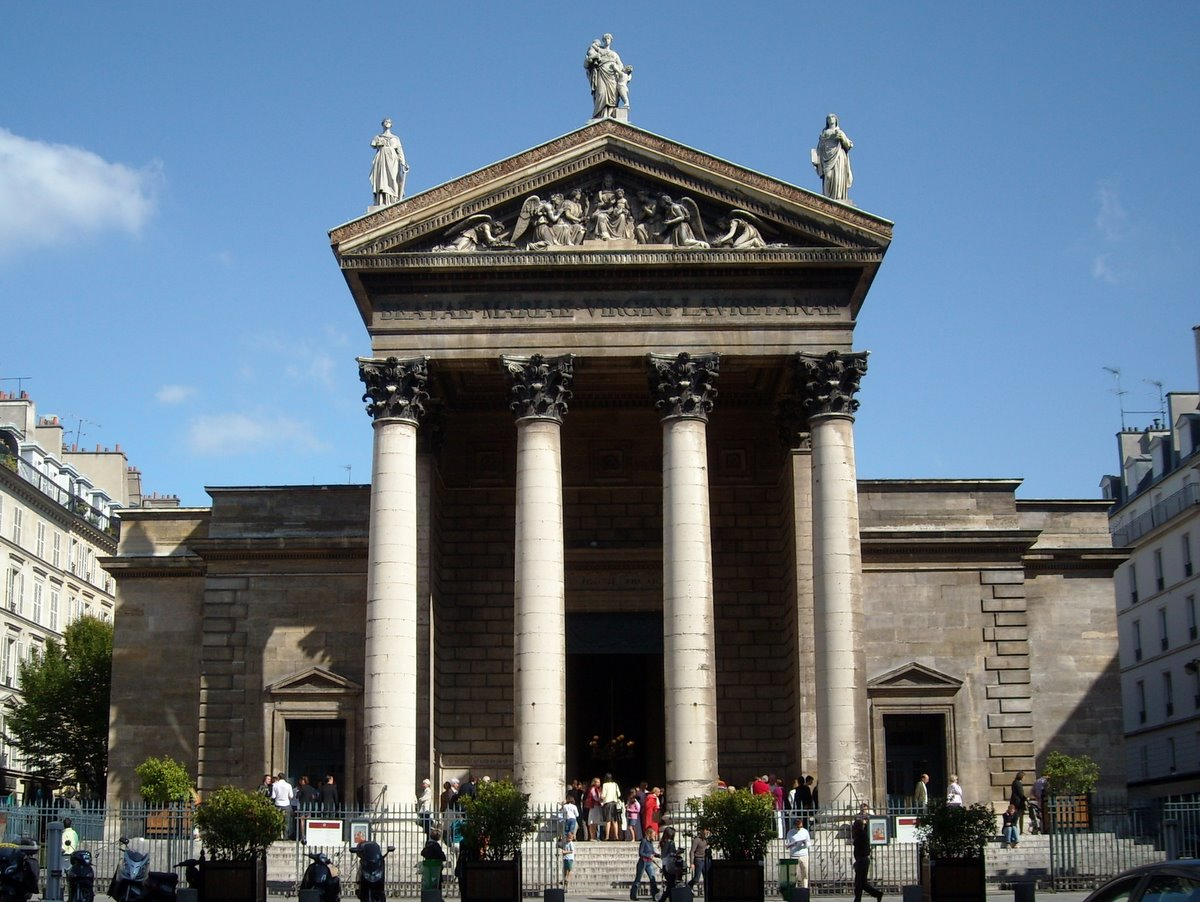
Notre Dame de Lorette, 9e arrondissement de Paris.
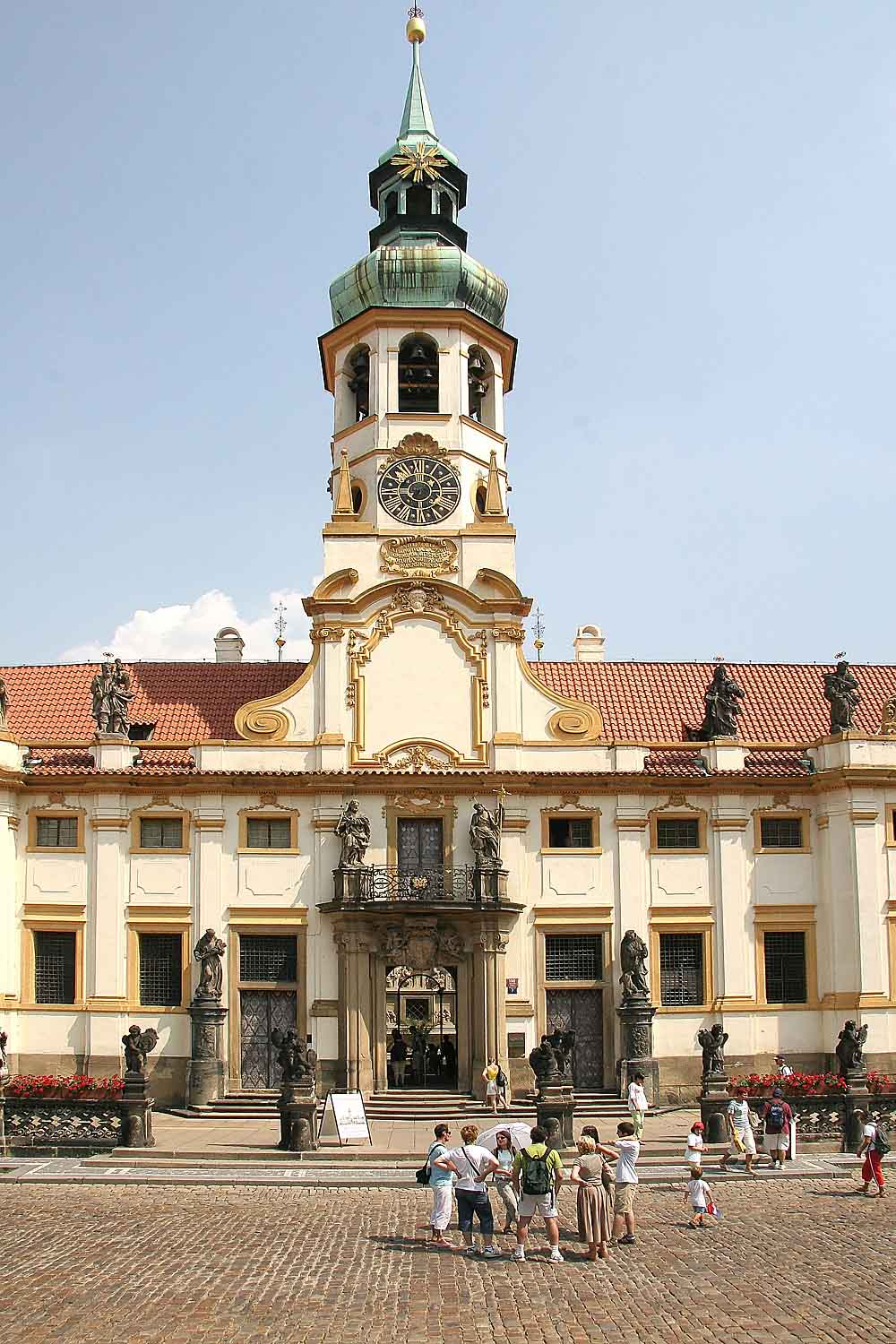
Couvent Loreto à Prague.
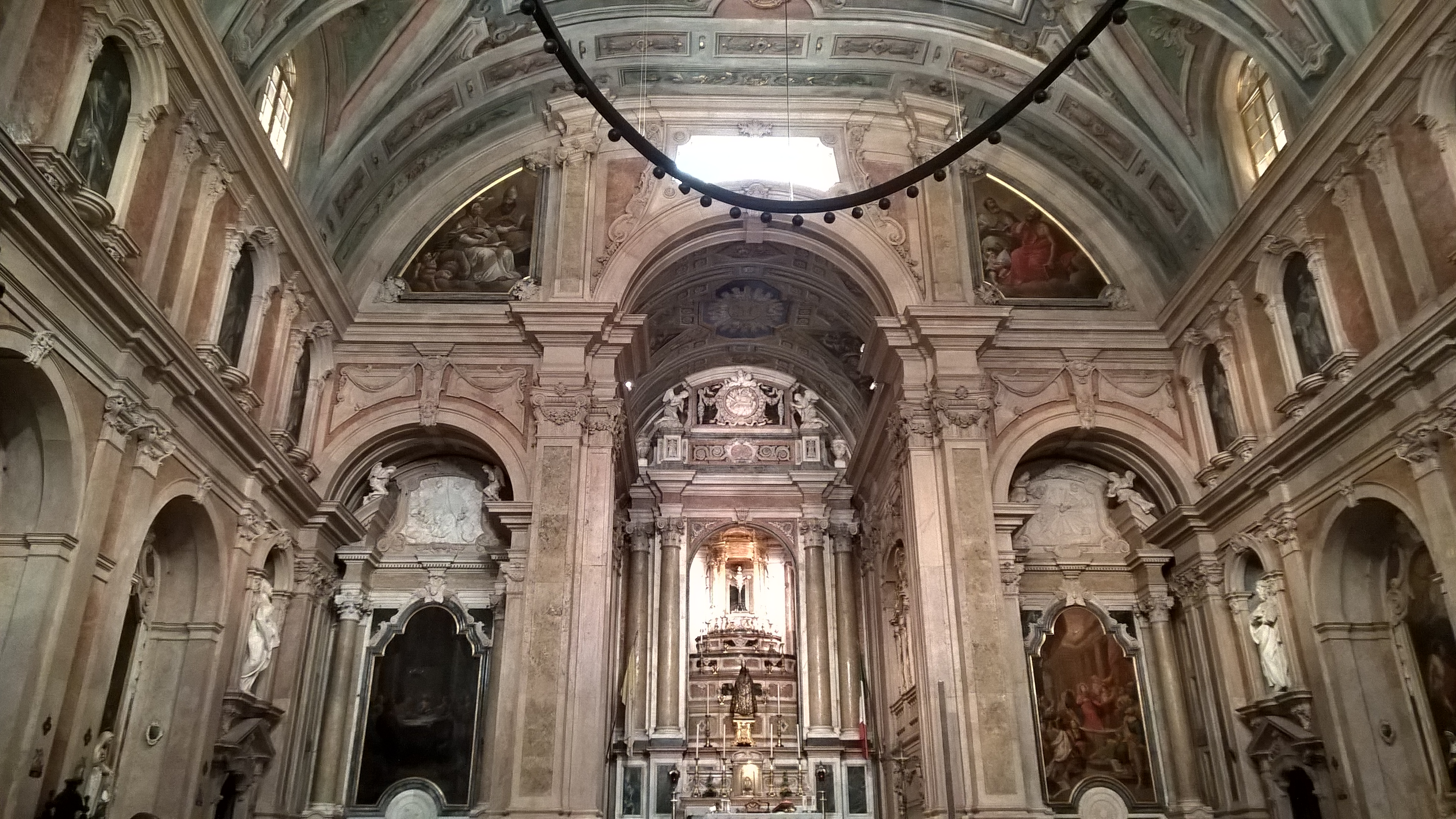
Nossa Senhora do Loreto à Lisbonne.
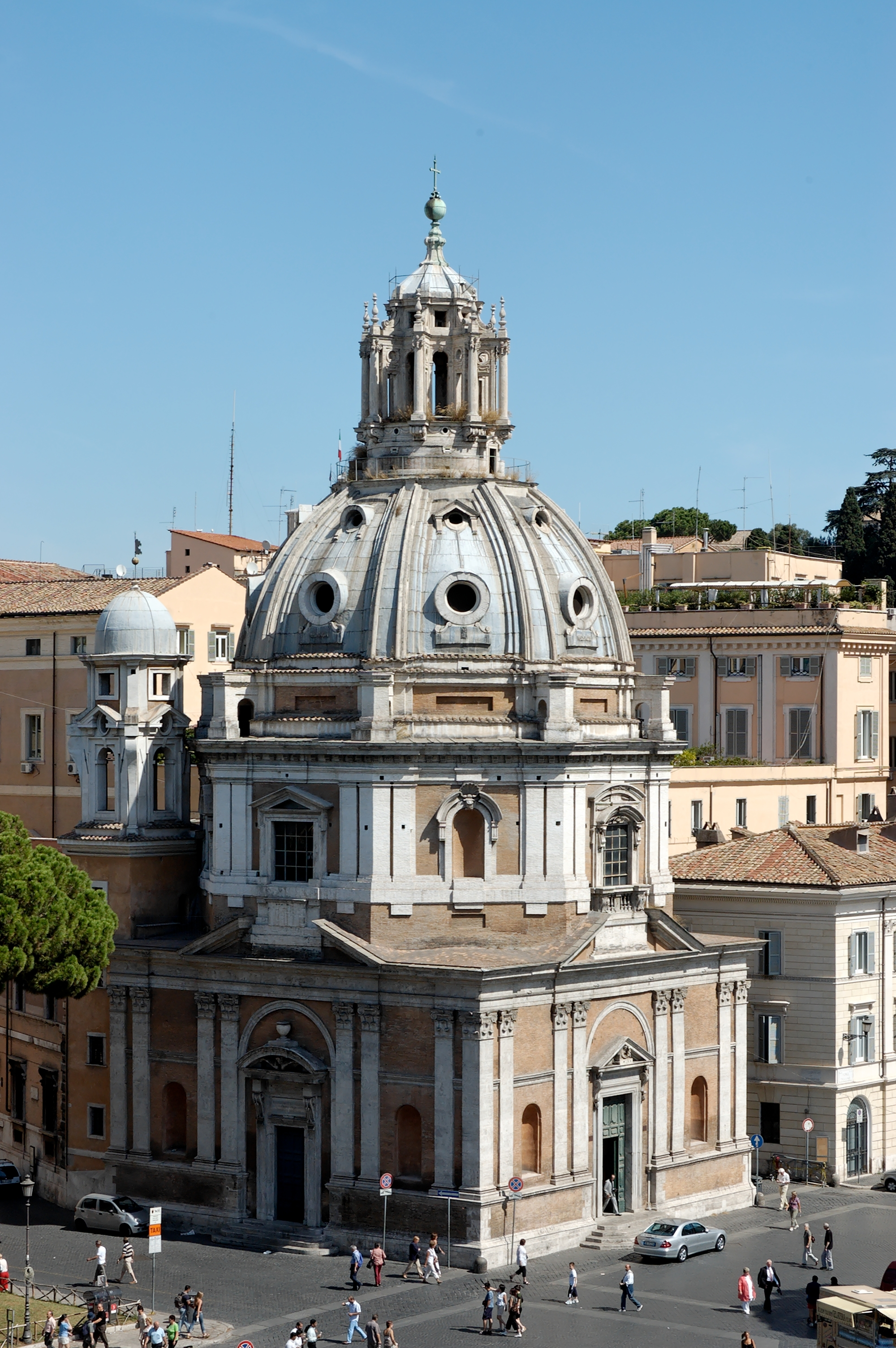
Église Santa Maria di Loreto à Rome.
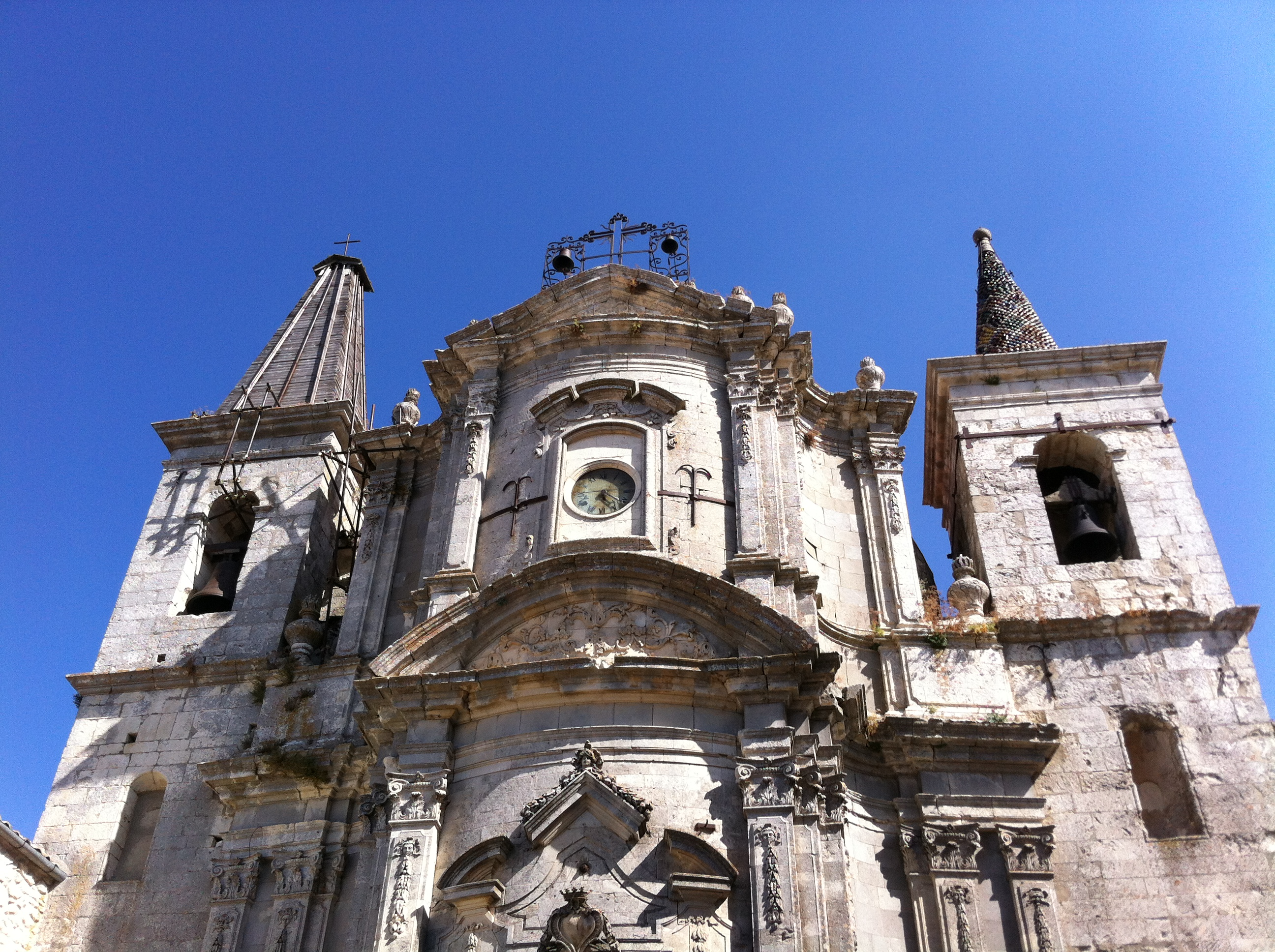
Église Santa Maria di Loreto de Petralia Soprana de la Province de Palerme.
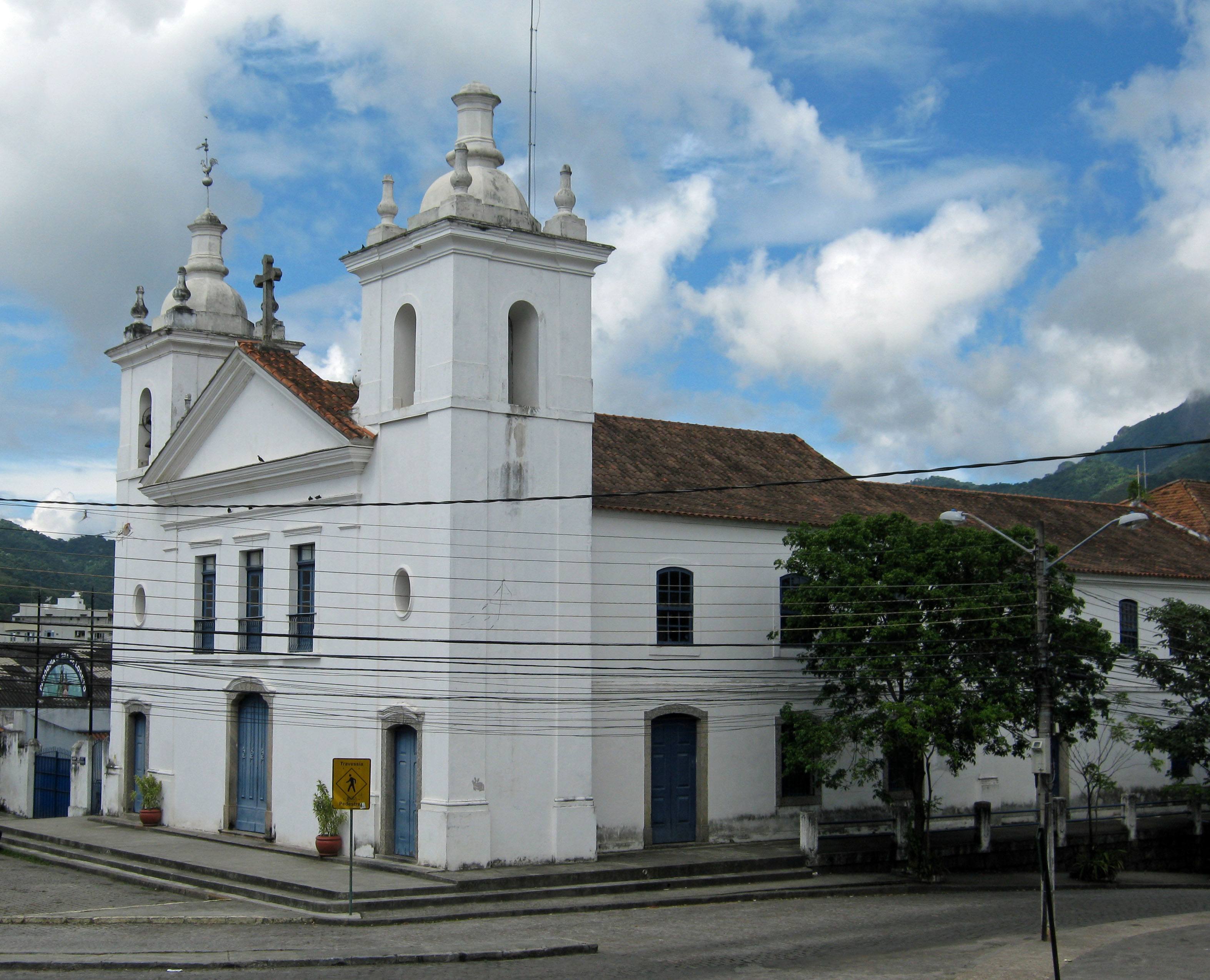
Église Notre de Lorette, Jacarepaguà de Rio de Janeiro .
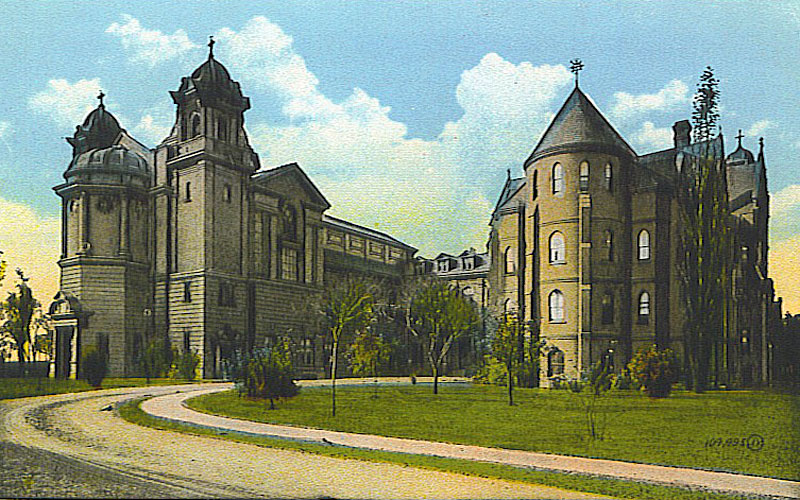
Loretto Abbey, Toronto
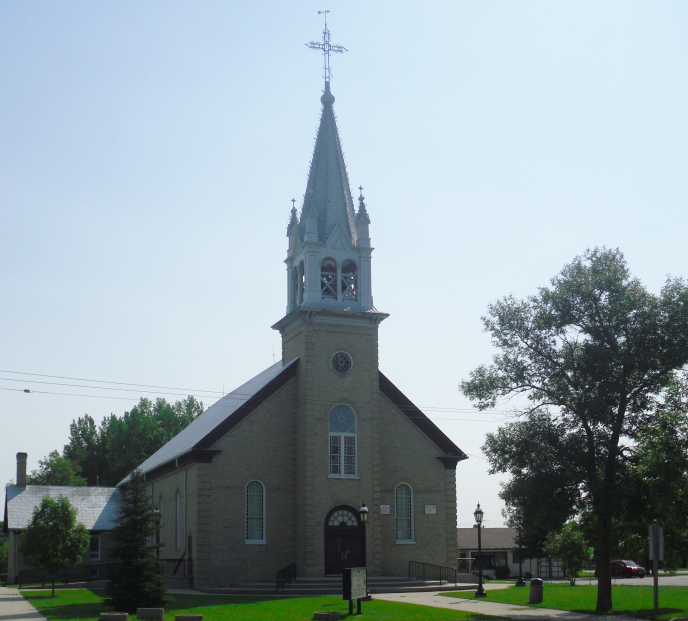
Notre Dame de Lorette à Lorette au Canada